# Apollo 17
Apollo 17 è stata l'undicesima e ultima missione con equipaggio umano del programma spaziale Apollo della NASA. Il lancio del razzo vettore Saturn V avvenne il 7 dicembre 1972 alle 05:33:00 UTC da Cape Canaveral, Florida, con a bordo un equipaggio composto da tre astronauti: il comandante Eugene Cernan, il pilota del modulo di comando Ron Evans e il pilota del LEM e geologo Harrison Schmitt (l'unico scienziato-astronauta a mettere piede sul suolo lunare). A oggi si tratta dell'ultimo volo spaziale con equipaggio umano a superare l'orbita terrestre bassa e l'unico lancio notturno di tutto il programma Apollo. Schmitt rimane l'ultimo uomo ad aver messo piede sul suolo lunare, mentre Cernan l'ultimo ad averne lasciato la superficie.
Apollo 17 fu anche la terza missione di "tipo J", caratterizzata da una permanenza di tre giorni sulla Luna, da un'intensa serie di studi scientifici e dall'utilizzo del terzo rover lunare per gli spostamenti degli astronauti sulla superficie. Nonostante la somiglianza con le due precedenti missioni, Apollo 15 e 16, gli obiettivi raggiunti e gli esperimenti effettuati, nonché la presenza di un geologo a bordo, hanno reso questa missione unica rispetto alle altre.
Mentre Evans rimase in orbita a bordo del modulo di comando, Cernan e Schmitt raggiunsero la superficie lunare allunando nella valle Taurus-Littrow. Durante la loro permanenza compirono tre attività extraveicolari in cui raccolsero diversi campioni lunari e utilizzarono strumentazioni scientifiche. Cernan, Evans e Schmitt rientrarono a Terra il 19 dicembre, dopo una missione della durata di circa 12 giorni.
La possibilità di analizzare materiale lunare di un altopiano più antico dell'impatto che aveva condotto alla formazione del Mare Imbrium, fu una delle ragioni principali che condusse alla scelta della valle Taurus-Littrow; inoltre, i pianificatori della missione ritenevano che da lì sarebbe stato possibile raggiungere un sito nel quale si supponeva che si fosse verificata dell'attività vulcanica. La valle inoltre offriva una migliore copertura orbitale e la possibilità di un efficiente utilizzo del rover.
Apollo 17 superò anche diversi record stabiliti dalle missioni precedenti, tra cui il più lungo soggiorno sulla superficie della Luna, la durata complessivamente più lunga delle attività extraveicolari lunari, la più alta quantità di campioni raccolti e la più lunga permanenza in orbita lunare.

## Contesto
Il 20 luglio 1969, la NASA, grazie alla missione Apollo 11, aveva raggiunto l'obiettivo del programma Apollo di far sbarcare l'uomo sulla superficie lunare. Questo traguardo era stato posto dal presidente degli Stati Uniti John Kennedy nel 1961 in risposta ai continui successi dell'Unione Sovietica nella "corsa allo spazio", nel più ampio contesto della guerra fredda. Al primo allunaggio seguirono le missioni Apollo 12, Apollo 14, Apollo 15 e Apollo 16 in cui gli astronauti avevano continuato l'esplorazione della Luna, mentre Apollo 13 mancò l'obiettivo a causa di un guasto intercorso durante il viaggio che mise a serio repentaglio la vita dell'equipaggio.
Nonostante i molti successi, a causa di restrizioni di bilancio e di un calo di interesse nei voli spaziali da parte del pubblico, l'amministrazione statunitense impose di cancellare alcune delle missioni pianificate e di cui già era stato prodotto il razzo vettore Saturn V. L'annuncio della prima missione annullata (Apollo 20) avvenne il 4 gennaio 1970, poco prima della partenza di Apollo 13; le tre missioni finali sarebbero state riprogrammate tra il 1973 e il 1974. Tuttavia, il 2 settembre 1970, la NASA annunciò anche la cancellazione delle missioni Apollo 18 e 19. Nell'agosto 1971, il presidente Richard Nixon aveva già pianificato di annullare tutti i successivi allunaggi (Apollo 16 e 17) ma Caspar Weinberger, direttore dell'Ufficio Gestione, si oppose a questa decisione, persuadendo Nixon a portare a termine le missioni lunari rimanenti.

## Informazioni generali

### Equipaggio
| Ruolo                        | Astronauta                        | Astronauta                        |
| ---------------------------- | --------------------------------- | --------------------------------- |
| Comandante                   | Eugene Cernan Terzo e ultimo volo | Eugene Cernan Terzo e ultimo volo |
| Pilota del Modulo di comando | Ron Evans Unico volo              | Ron Evans Unico volo              |
| Pilota del Modulo lunare     | Harrison Schmitt Unico volo       | Harrison Schmitt Unico volo       |

L'equipaggio inizialmente selezionato per la missione Apollo 17 comprendeva Eugene Cernan, in qualità di comandante, Ron Evans, quale pilota del modulo di comando, e Joe Engle, come pilota del modulo lunare. Engle aveva maturato una notevole esperienza di volo pilotando ben sedici volte l'X-15 e superando i 264 000 piedi (80 000 m) di quota (l'altitudine richiesta per la qualifica di astronauta) in tre di questi voli. I tre uomini avevano costituito l'equipaggio di riserva della missione Apollo 14 e l'addestramento ricevuto, nello schema di rotazione degli equipaggi adottato dalla NASA, li avrebbe portati a essere impiegati nella terza missione successiva.
La chiusura anticipata del programma, con la cancellazione delle missioni Apollo 18, 19 e 20 cambiò la situazione. La NASA aveva sempre scelto solo ex piloti per comporre gli equipaggi delle missioni Apollo, come, sin dall'inizio dell'era spaziale, era stata la prassi per il reclutamento. La pressione della comunità scientifica era stata tale, tuttavia, che la NASA aveva addestrato alcuni scienziati perché partecipassero alle ultime missioni lunari. Il primo di essi sarebbe stato il geologo Harrison Schmitt che avrebbe dovuto decollare con l'Apollo 18, missione annullata nel settembre del 1970.
Che il programma si chiudesse senza la presenza di un esperto nel campo risultò inammissibile per la comunità scientifica e la NASA si convinse a sostituire Engle con Schmitt, con quest'ultimo che aveva dimostrato di avere ampie capacità nel suo ruolo.
L'assegnazione di Schmitt all'Apollo 17 aprì un'altra questione. Schmitt si era addestrato con Richard Gordon e Vance Brand, che con lui avevano costituito l'equipaggio di riserva dell'Apollo 15. Si chiesero allora alla NASA se non fosse opportuno sostituire tutto l'equipaggio della missione. Fu infine Donald Kent Slayton, direttore dell'ufficio astronauti, a decidere che Schmitt sarebbe stato affiancato da Cernan ed Evans, come previsto.

### Equipaggio di riserva

#### Originale
| Ruolo                        | Astronauta    | Astronauta    |
| ---------------------------- | ------------- | ------------- |
| Comandante                   | David Scott   | David Scott   |
| Pilota del Modulo di comando | Alfred Worden | Alfred Worden |
| Pilota del Modulo lunare     | James Irwin   | James Irwin   |
| Equipaggio dell'Apollo 15    |               |               |

#### Sostituzione
| Ruolo                        | Astronauta       | Astronauta       |
| ---------------------------- | ---------------- | ---------------- |
| Comandante                   | John Watts Young | John Watts Young |
| Pilota del Modulo di comando | Stuart Roosa     | Stuart Roosa     |
| Pilota del Modulo lunare     | Charles Duke     | Charles Duke     |

L'equipaggio principale dell'Apollo 15 fu inizialmente indicato quale equipaggio di riserva per Apollo 17. Tuttavia, quando furono investiti dallo scandalo dei francobolli, divenuto pubblico nei primi mesi del 1972, i tre astronauti furono sanzionati dalla NASA e dall'aeronautica militare. Slayton, quindi, li sostituì rapidamente con Young e Duke, che avevano volato con l'Apollo 16, e con Roosa (Apollo 14 e riserva per Apollo 16).

### Equipaggio di supporto
Per ogni missione dei programmi Mercury e Gemini veniva nominato un equipaggio principale e uno di riserva. Per il programma Apollo venne aggiunta una terza squadra di astronauti, conosciuta come equipaggio di supporto. A questi veniva demandato la stesura del piano di volo, delle liste di controllo e le procedure di base della missione. Inoltre, erano responsabili di assicurare che gli astronauti dell'equipaggio principale e di riserva fossero informati di eventuali modifiche. L'equipaggio di supporto sviluppava le procedure nei simulatori, in particolare quelle dedicate ad affrontare le situazioni di emergenza, cosicché gli equipaggi principale e di riserva si potessero allenare con i simulatori, permettendo loro di fare pratica e padroneggiarli. Per l'Apollo 17, l'equipaggio di supporto era composto da Robert Overmyer, Robert A. R. Parker, e Gordon Fullerton.

### L'emblema

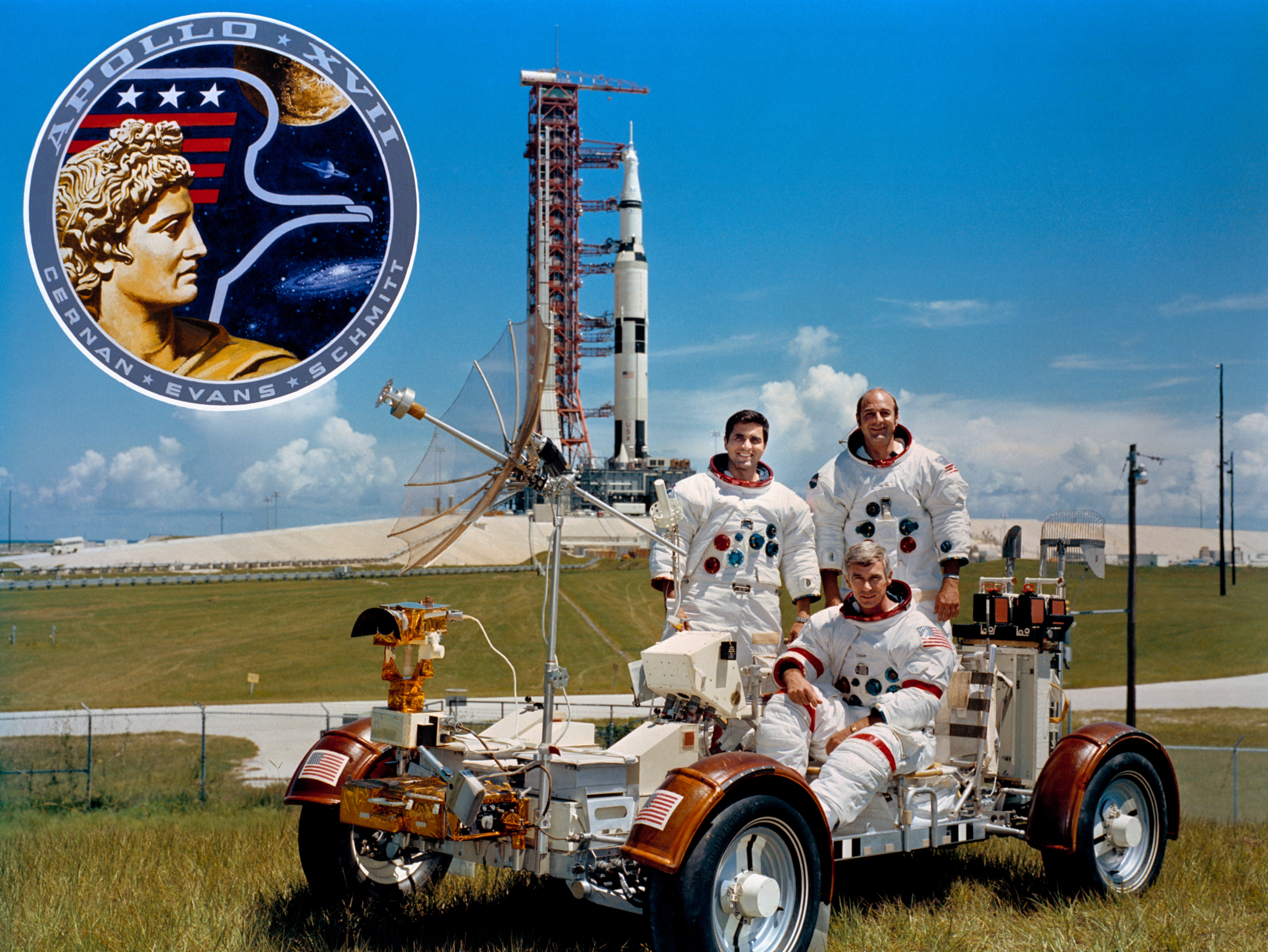
L'equipaggio dell'Apollo 17 in una fotografia in posa col rover lunare e, sullo sfondo, il razzo Saturn V; in alto a sinistra, l'emblema della missione

L'emblema disegnato per la missione vede in primo piano il volto del dio Apollo, nella versione dell'Apollo del Belvedere, a cui fa da sfondo un'aquila calva stilizzata, con le bande rosse a richiamare la bandiera statunitense. Tre stelle bianche sulle bande rosse simboleggiano i tre astronauti intenti a intraprendere la missione. Completano lo sfondo sulla destra un'immagine della Luna, del pianeta Saturno e di una galassia a spirale (o forse una nebulosa). La Luna è in parte ricoperta dall'ala dell'aquila suggerendo che quel corpo celeste è già stato raggiunto dall'uomo. Il volo dell'aquila e lo sguardo di Apollo rivolto verso destra vogliono simboleggiare che gli obiettivi dell'uomo nel cosmo saranno, un giorno, gli altri pianeti e le stelle.
I colori in risalto sono il rosso, il bianco e il blu: i colori della bandiera statunitense, con l'aggiunta dell'oro, sinonimo dell'età dell'oro dei viaggi nello spazio che dovrà iniziare con la discesa dell'Apollo 17 sul suolo lunare. L'emblema venne disegnato dall'artista Robert McCall con la collaborazione degli astronauti.

## Pianificazione e addestramento

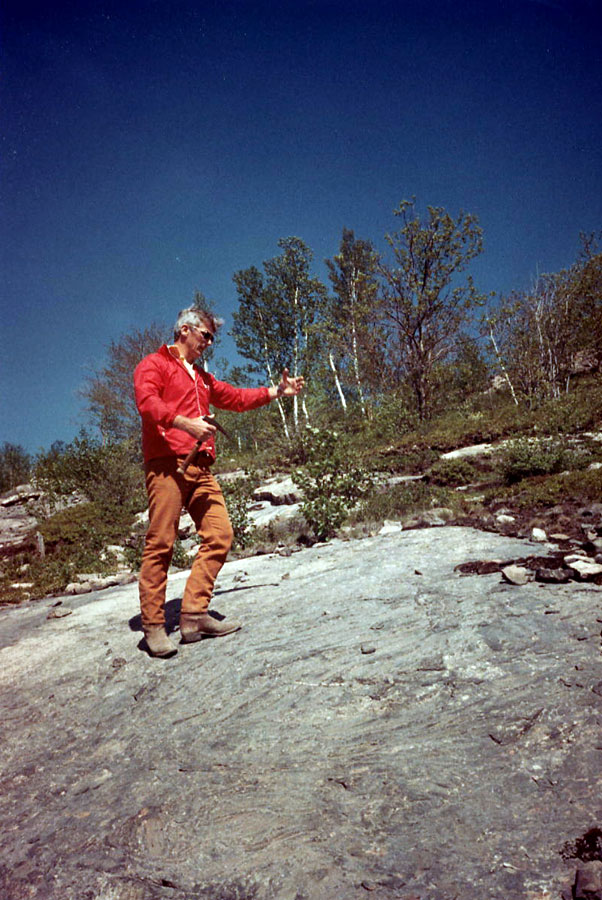
Gene Cernan durante un'esercitazione geologica a Subdury (Canada), maggio 1972

Come Apollo 15 e Apollo 16, Apollo 17 sarebbe stata una missione di "tipo J" e dunque avrebbe previsto un soggiorno lunare di tre giorni, un'attività scientifica più intensa rispetto alle precedenti missioni di tipo H (Apollo 12, 13 e 14) e l'utilizzo del Lunar Roving Vehicle. Poiché Apollo 17 sarebbe stata l'ultima missione sulla Luna, tutti i siti di atterraggio che erano stati presi in considerazione per il programma e che non erano stati già visitati furono oggetto di un'attenta valutazione. In principio fu considerato l'allunaggio nel cratere Copernico, ma la missione Apollo 12 aveva già recuperato dei campioni provenienti da quell'impatto e altre tre spedizioni avevano già visitato la zona del Mare Imbrium. Fu allora valutato l'allunaggio sugli altopiani lunari, vicino al cratere Tycho, ma il terreno era considerato troppo accidentato. L'ipotesi di un allunaggio nel cratere Tsiolkovskiy, sulla faccia nascosta, non trovò seguito a causa di alcune considerazioni tecniche e degli elevatissimi costi operativi per mantenere le comunicazioni durante le operazioni di superficie. Fu anche preso in considerazione uno sbarco in una regione a sud-ovest del Mare Crisium, ma anche questa fu scartata poiché si ritenne che un veicolo spaziale sovietico avrebbe potuto facilmente raggiungere il sito, come effettivamente avrebbe fatto Luna 21 poco dopo la scelta del sito di Apollo 17.
Vennero infine individuati tre possibili siti di atterraggio tra i quali operare la selezione finale: il cratere Alphonsus, il cratere Gassendi e la valle Taurus-Littrow. Nel prendere la decisione definitiva, i pianificatori della missione presero in considerazione gli obiettivi primari dell'Apollo 17: ottenere reperti provenienti dai vecchi altopiani a una distanza sostanziale da Mare Imbrium, campionare materiale di una attività vulcanica recente (cioè di meno di tre miliardi di anni) e avere una minima traccia orbitale sulla superficie che si sovrapponesse a quelle di Apollo 15 e Apollo 16 per massimizzare la quantità di nuovi dati ottenuti. Questi criteri condussero a selezionare il sito Taurus-Littrow. Qui l'equipaggio avrebbe potuto raccogliere dei campioni di materiale dell'altopiano dai resti di una frana verificatasi sulla parete Sud della valle e, inoltre, perché nell'area si era manifestata un'attività vulcanica relativamente giovane ed esplosiva. Sebbene la valle si trovasse al confine di un mare lunare, come già fu il sito di atterraggio dell'Apollo 15, si ritenne che i vantaggi di Taurus-Littrow avrebbero superato gli svantaggi.
Come per gli atterraggi lunari precedenti, gli astronauti dell'Apollo 17 vennero sottoposti a un vasto programma di addestramento che incluse esercitazioni nella raccolta di campioni in superficie, nell'uso delle tute spaziali, nella guida nel rover lunare, nell'addestramento alla geologia sul campo, in prove di sopravvivenza e in quelle relative al recupero.

## Equipaggiamento scientifico
La missione Apollo 17 aveva con sé, come le precedenti missioni, molti esperimenti scientifici. Alcuni erano stati collocati nel modulo di comando e servizio Apollo, che rimaneva in orbita attorno alla Luna, mentre altri erano divisi tra il l'equipaggiamento ALSEP, dislocato sul suolo lunare dagli astronauti e destinato a raccogliere dati continuamente trasmessi sulla Terra dopo la loro partenza, e strumenti da utilizzarsi durante le passeggiate spaziali per alcune misurazioni. La missione comprese anche diversi esperimenti medici e biologici che, in alcuni casi, richiesero la partecipazione dell'equipaggio.

### Strumentazione del modulo di comando e servizio

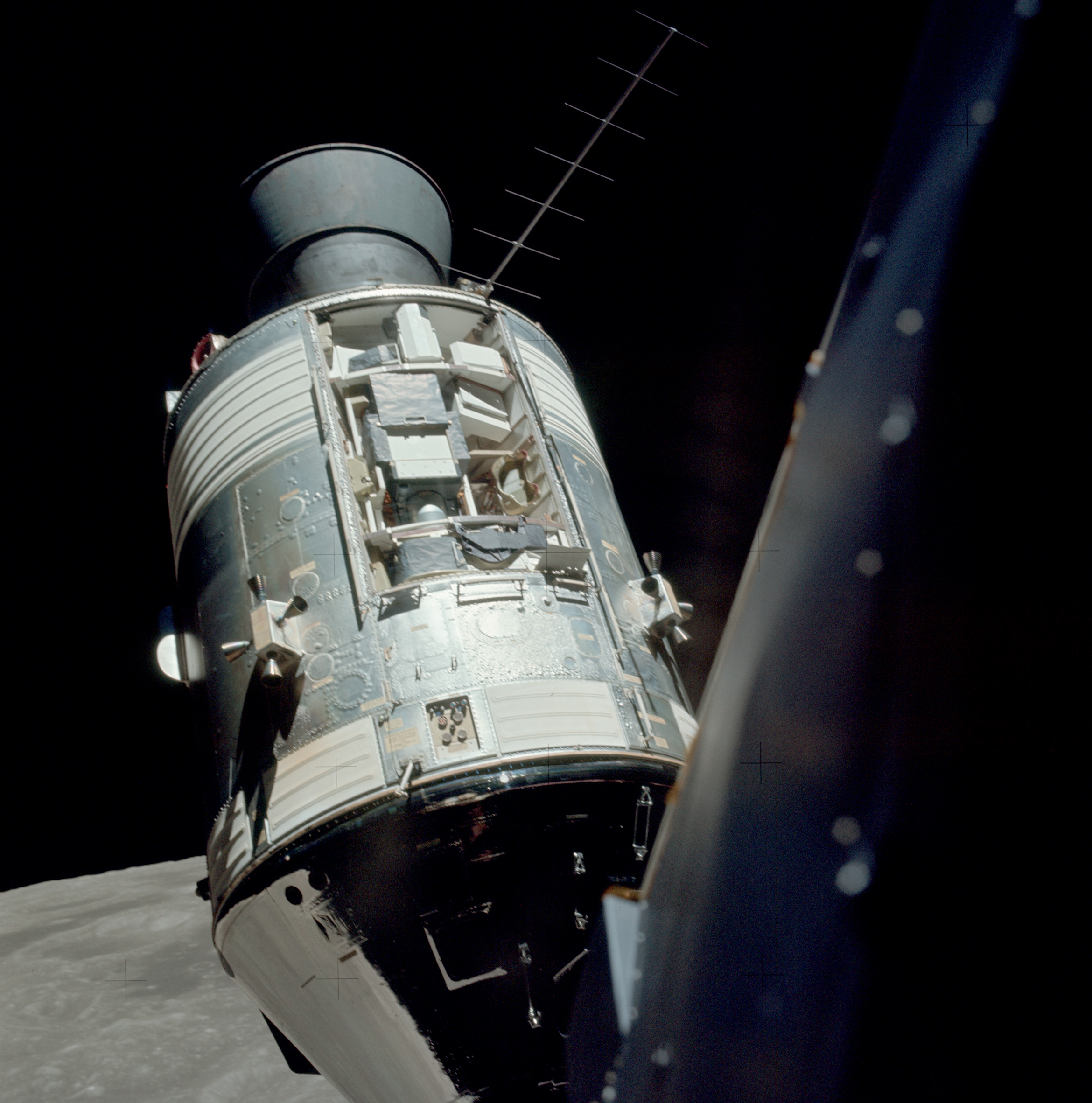
L'alloggiamento del modulo di strumentazione scientifica dell'Apollo 17 sul modulo di servizio in orbita lunare visto dal LEM

I principali strumenti scientifici del modulo di comando e servizio trasportati dalla missione Apollo 17 erano installati nella SIM, o Scientific Instrument Module, del modulo di servizio. Questi strumenti, che dovevano essere attivati poco prima dell'inserimento nell'orbita lunare, includevano:
- l'ecoscandaglio lunare (Lunar Sounder), un radar ad apertura sintetica che avrebbe consentito di studiare la struttura geologica della Luna a una profondità di 1,3 km. I suoi componenti principali erano il radar CSAR (Coherent Synthetic Aperture Radar), un registratore ottico e due antenne, che venivano dispiegate una volta che la navicella fosse stata in orbita: un'antenna HF, costituita da un dipolo di 24,4 metri e un'antenna Yagi VHF;[19]
- il radiometro a scansione infrarossa ISR (Infared Scanning Radiometer), progettato per misurare e mappare la temperatura del suolo lunare con una precisione di 1 kelvin e una risoluzione spaziale di 2 km, valori notevolmente migliori rispetto alle misurazioni effettuate fino ad allora dalla Terra. La parte ottica del sensore ruotava di 162° perpendicolarmente all'asse di progressione del veicolo spaziale per scansionare le aree sorvolate. Questo strumento era in grado di rilevare luoghi anormalmente freddi o caldi consentendo di individuare eventuali fuoriuscite di gas caldi, segni di attività vulcanica e differenze strutturali nella crosta lunare;[20]

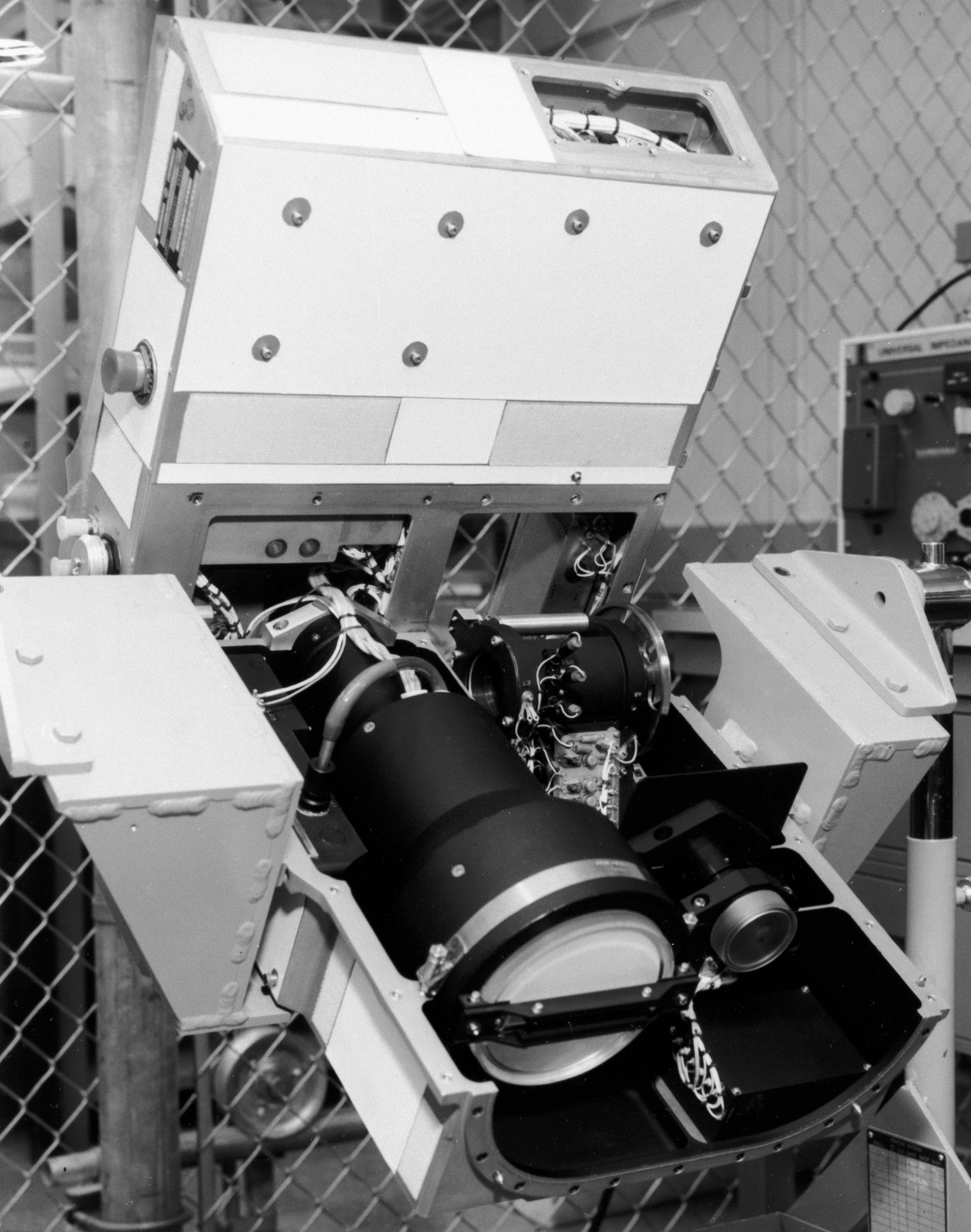
Una delle fotocamere installate sul modulo di servizio

- lo spettrometro ultravioletto FUS (Far Ultraviolet Spectrometer), doveva essere usato per ottenere dati riguardanti la composizione, la densità e la composizione della sottilissima atmosfera lunare. Analizzando le lunghezze d'onda comprese tra i 1 175 e i 1 675 ångström, lo strumento avrebbe dovuto consentire di rilevare la presenza di atomi di idrogeno, carbonio, azoto, ossigeno, kripton e xeno. Lo spettrometro doveva inoltre consentire la misurazione delle radiazioni della parte dello spettro elettromagnetico riflesse dal suolo lunare ed emesse da fonti galattiche;[21]
- lo spettrometro a raggi gamma, un esperimento già presente a bordo dell'Apollo 15 e 16, consisteva in un cristallo di ioduro di sodio sensibile ai raggi gamma in grado di fornire ulteriori informazioni che consentissero di calibrare i dati forniti dalle precedenti missioni;[22]
- una fotocamera panoramica, dotata di un obiettivo da 610 mm, avrebbe fornito fotografie in bianco e nero o a colori, mono o stereo, della superficie della Luna con una risoluzione di 2 metri coprendo un'area di 28×334 km (angolo di vista di 11° per 108° perpendicolare all'asse di progressione). La cassetta della pellicola fotografica, con una capacità di 1 650 foto (con una massa di 33 kg), veniva successivamente recuperata in orbita da un astronauta durante una passeggiata spaziale;[23]
- la fotocamera utilizzata per mappare la luna utilizzava un obiettivo da 76 mm ed eseguiva fotografie che coprivano un'area di 170×170 km a un'altitudine di 11,5 km. Una seconda fotocamera, il cui asse ottico formava un angolo di 96° rispetto alla precedente, forniva fotografie del campo stellare consentendo di individuare la posizione delle foto della superficie.[23] Come la macchina fotografica panoramica, questa era un'apparecchiatura inizialmente sviluppata dai militari statunitensi per i satelliti da ricognizione dell'epoca, in particolare i satelliti Corona;[24]
- l'altimetro laser era stato progettato con l'intenzione di misurare la quota del veicolo spaziale dalla superficie lunare con un margine di circa due metri e di fornire informazioni sull'altitudine alle due fotocamere.[23]

### Strumentazione da utilizzare sulla superficie lunare

#### Il complesso ALSEP

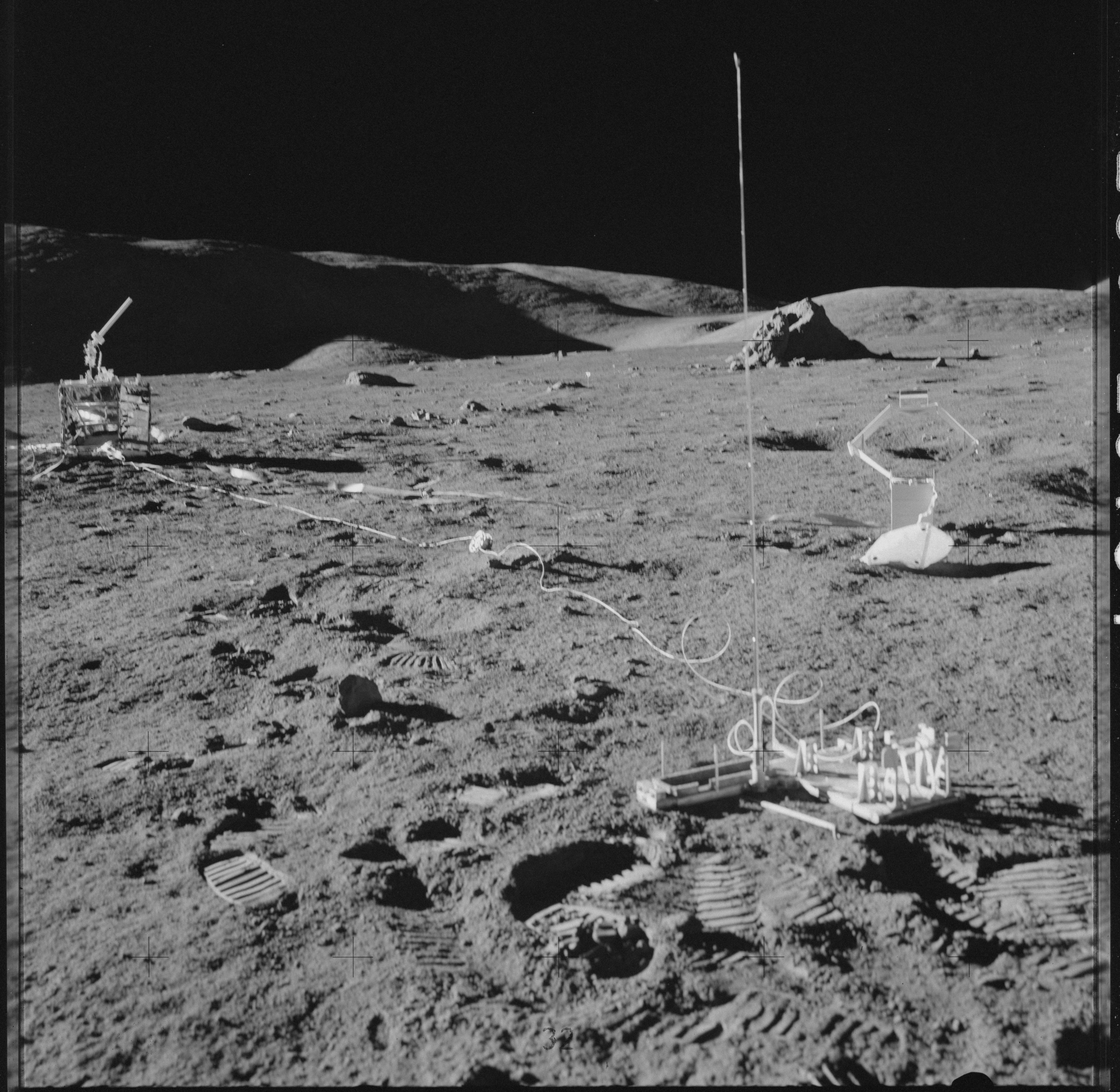
Le strumentazioni installate sulla superficie lunare

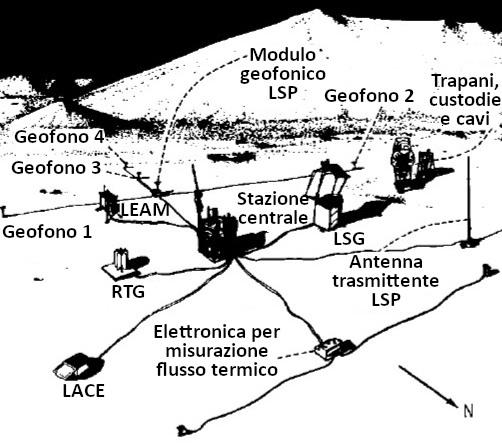
Schema di disposizione dell'ALSEP di Apollo 17

Come le precedenti missioni lunari di Apollo, Apollo 17 trasportava l'ALSEP (Apollo Lunar Surface Experiments Package), un gruppo di strumentazioni scientifiche che dovevano essere installate sulla superficie lunare. Grazie a una propria fonte di energia e a un trasmettitore di cui era dotato, l'ALSEP consentiva la raccolta e la trasmissione dei dati scientifici anche dopo la partenza degli astronauti. Quello in dotazione di Apollo 17 comprendeva cinque strumenti, quattro dei quali non erano mai stati utilizzati durante le precedenti missioni:
- il rivelatore di micrometeoriti LEAM (Lunar Ejecta And Meteorites) era progettato per rilevare micrometeoriti e materiali lunari espulsi a seguito del loro impatto. L'obiettivo era determinare le variazioni a lungo termine dei flussi di polvere cosmica e le loro origini. In particolare ciò comportava la determinazione della correlazione tra queste e l'attraversamento dei piani orbitali delle comete, delle nuvole di meteoriti, del contributo delle particelle interstellari e di un fenomeno chiamato "focalizzazione delle particelle di polvere dalla Terra";[25]
- il sismometro LSPE (Lunar Sismic Profiling Experiment) è stato utilizzato per determinare la composizione del sottosuolo lunare su diversi chilometri di profondità, analizzando le onde sismiche generate da cariche esplosive. Comprendeva tre sottogruppi: quattro geofoni dispiegati dagli astronauti in modo da formare un triangolo equilatero (con il quarto posizionato al centro), un'antenna dedicata alla trasmissione di un segnale alle cariche esplosive e otto cariche esplosive con una massa compresa tra i 50 grammi e i 4 kg. Queste vennero collocate dagli astronauti a distanze comprese tra 150 e 2 500 metri dai sensori, durante le loro escursioni su rover lunare;[26]
- lo spettrometro di massa LACE (Lunar Atmospher Composition Experiment) che aveva l'obiettivo di determinare la composizione dell'atmosfera lunare rilevando particelle con una massa atomica compresa tra 1 e 110. LACE era in grado di rilevare gas la cui pressione è maggiore di 1 miliardesimo di miliardesimo di quella dell'atmosfera terrestre;[27]
- l'LSG (Lunar Surface Gravimeter) effettuava misurazioni molto precise della gravità lunare e della sua evoluzione nel tempo. Gli scienziati speravano che i dati raccolti potessero essere utilizzati per confermare l'esistenza di onde gravitazionali;[27]
- lo strumento di misurazione del flusso termico HFE (Heat Flow Experiment) era già stato installato durante le missioni Apollo 15 e 16. Misurava le variazioni termiche del sottosuolo per determinare a quale velocità il calore interno della Luna viene evacuato al di fuori di essa. Queste misurazioni erano pensate per stimare la radioattività interna e comprendere l'evoluzione termica della Luna. Lo strumento era costituito da una scatola elettronica e due sonde. Ogni sonda era posizionata in una buca profonda 2,5 metri scavata dagli astronauti.[28]

L'energia per il funzionamento degli strumenti era fornita da un generatore termoelettrico a radioisotopi da 70 watt (RTG): l'elettricità era prodotta da termocoppie che utilizzano il calore emesso dalla radioattività di una fonte di plutonio-238. Una centralina dotata di un trasmettitore/ricevitore radio controllava tutti gli strumenti: riceveva le istruzioni dalla Terra e le inviava agli strumenti, nonché distribuiva l'energia fornita dall'RTG. Raccoglieva, infine, i dati scientifici trasmessi dagli strumenti prima di inviarli sulla Terra.

#### Rover lunare e ulteriori strumentazioni

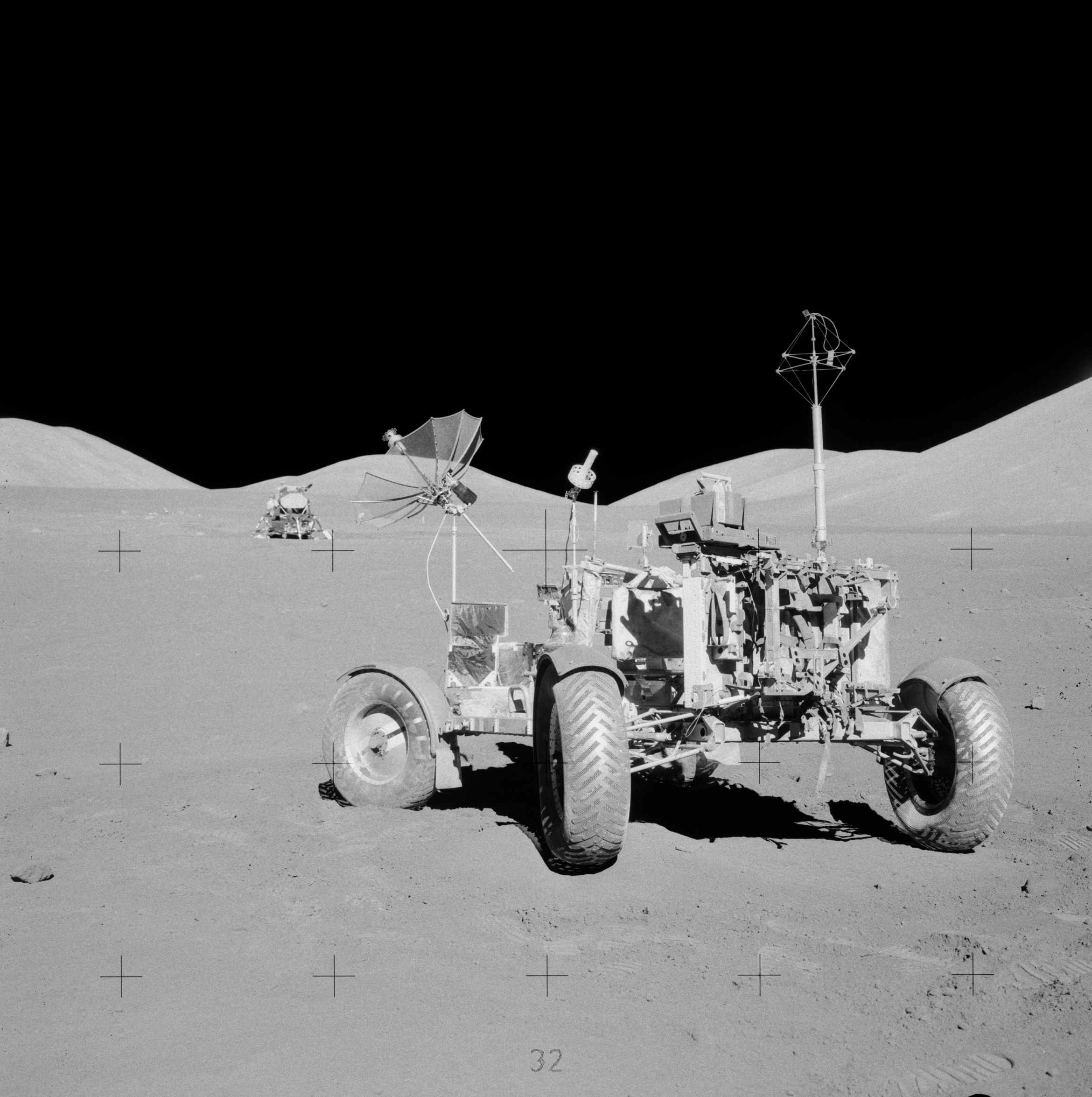
Il rover lunare di Apollo 17

L'Apollo 17 è stata la terza missione, dopo l'Apollo 15 e l'Apollo 16, a utilizzare il rover lunare (o LRV, acronimo di Lunar Rover Vehicle). Il rover, oltre a essere impiegato dagli astronauti quale mezzo di trasporto durante le tre attività extraveicolari, è servito per il trasporto degli strumenti, delle attrezzature di comunicazione e dei campioni lunari prelevati dagli astronauti. Il rover di Apollo 17 aveva anche la funzione di permettere l'esecuzione di esperimenti unici. Nel corso della missione, il rover percorse una distanza totale di circa 35,9 km, con una durata in movimento complessiva di circa quattro ore e ventisei minuti; la massima distanza che Eugene Cernan e Harrison Schmitt raggiunsero dal modulo lunare fu di circa 7,6 km.
Tra le varie attrezzature scientifiche utilizzate dagli astronauti per raccogliere dati sulla superficie lunare vi erano le seguenti:
- il rover lunare era dotato di un gravimetro (Traverse Gravimeter) che permetteva di misurare le variazioni del campo gravitazionale lunare nei vari siti studiati durante le escursioni degli astronauti. Gli scienziati ritenevano che con questo strumento si potesse comprendere la struttura interna della Luna. Il suo utilizzo richiedeva che il rover fosse fermo;[33]
- il SEP (Surface Electrical Properties) misurava le proprietà elettriche del suolo lunare a diverse profondità. Insieme ai dati forniti dal gravimetro e dal sismometro attivo, si auspicava la possibilità di elaborare un modello geologico degli strati superiori della Luna. Lo strumento comprendeva un trasmettitore che inviava onde su diverse frequenze, comprese tra gli 1 e i 32 MHz. Il trasmettitore era dislocato sulla superficie lunare a circa cento metri dal modulo lunare; un ricevitore posto a bordo del rover lunare registrava le onde trasmesse direttamente e indirettamente via terra. Questi dati e la posizione delle varie misure di ricezione vennero registrati e riportati sulla Terra per essere analizzati;[34]
- la sonda a neutroni lunari era stata progettata per la determinazione del rateo di assorbimento dei neutroni da parte della regolite lunare. Era composta da un'asta di 2,4 metri di lunghezza per 2 cm di diametro, che doveva essere inserita nel terreno durante la prima passeggiata spaziale, nel foro perforato per il campionamento delle rocce. Doveva essere poi rimossa e riportata sulla Terra per una successiva analisi;[34]
- il rivelatore di raggi cosmici LSCRE (Lunar Surface Cosmic Ray Experiment) era progettato per misurare il numero e l'energia di particelle pesanti o molto energiche nel vento solare. Questa piccola attrezzatura (dimensioni totali 22,5×6,3×1,1 cm, per una massa di 163 grammi) includeva due sensori composti da un foglio di mica, installati dall'equipaggio all'inizio della prima uscita extraveicolare, uno sul lato esposto al sole del modulo lunare, l'altro all'ombra. Questi dovevano essere, poi, raccolti dagli astronauti alla fine dell'ultima escursione in modo che potessero essere esaminati una volta tornati sulla Terra;[35]
- le osservazioni degli astronauti e le fotografie scattate durante le passeggiate nello spazio avrebbero aiutato a determinare le caratteristiche meccaniche e fisiche del suolo lunare vicino alla zona di atterraggio del modulo lunare.[34]

### Altre strumentazioni scientifiche
Altri esperimenti o raccolte di dati a fini scientifici sono effettuati nel modulo di Comando:
- un radiometro a infrarossi e uno spettrometro a ultravioletti vennero utilizzati, dopo l'espulsione di una certa quantità di acqua da parte della navicella, per studiare l'impatto della contaminazione dell'ambiente vicino a essa sulle osservazioni fatte con strumenti ottici, in previsione della realizzazione dell'osservatorio installato a bordo della stazione spaziale Skylab;[36]
- le diffusioni del transponder in banda S del veicolo spaziale vennero utilizzate per misurare le anomalie nel campo gravitazionale della Luna. Le modifiche dell'orbita indotte da queste irregolarità vennero rilevate dalla Terra misurando l'effetto Doppler risultante da variazioni nel vettore di velocità del veicolo spaziale;[37]
- nel modulo di comando, gli astronauti furono dotati di una fotocamera Hasselblad di medio formato dotata di un obiettivo Zeiss da 80 mm che poteva essere sostituito da un obiettivo Zeiss Sonnar da 250 mm per scattare foto a lunga distanza della Luna o della Terra, una Nikon F equipaggiata con un obiettivo Nikkor da 55 mm e una fotocamera da 16 mm. Nel modulo di comando, inoltre, vi era una telecamera;[38]
- analisi della craterizzazione della finestra del modulo di comando. La superficie di quest'ultima venne analizzata dopo che la navetta aveva fatto ritorno sulla Terra per rilevare gli impatti dei micrometeoriti con una massa maggiore di un trilionesimo di grammo;[37]
- durante il transito tra la Terra e la Luna vennero condotti esperimenti di fisica sul flusso di fluidi mediante attrezzature scientifiche dedicate ad analizzare gli effetti dell'assenza di gravità.[39]

## Fasi principali della missione

### Decollo e viaggio verso la luna

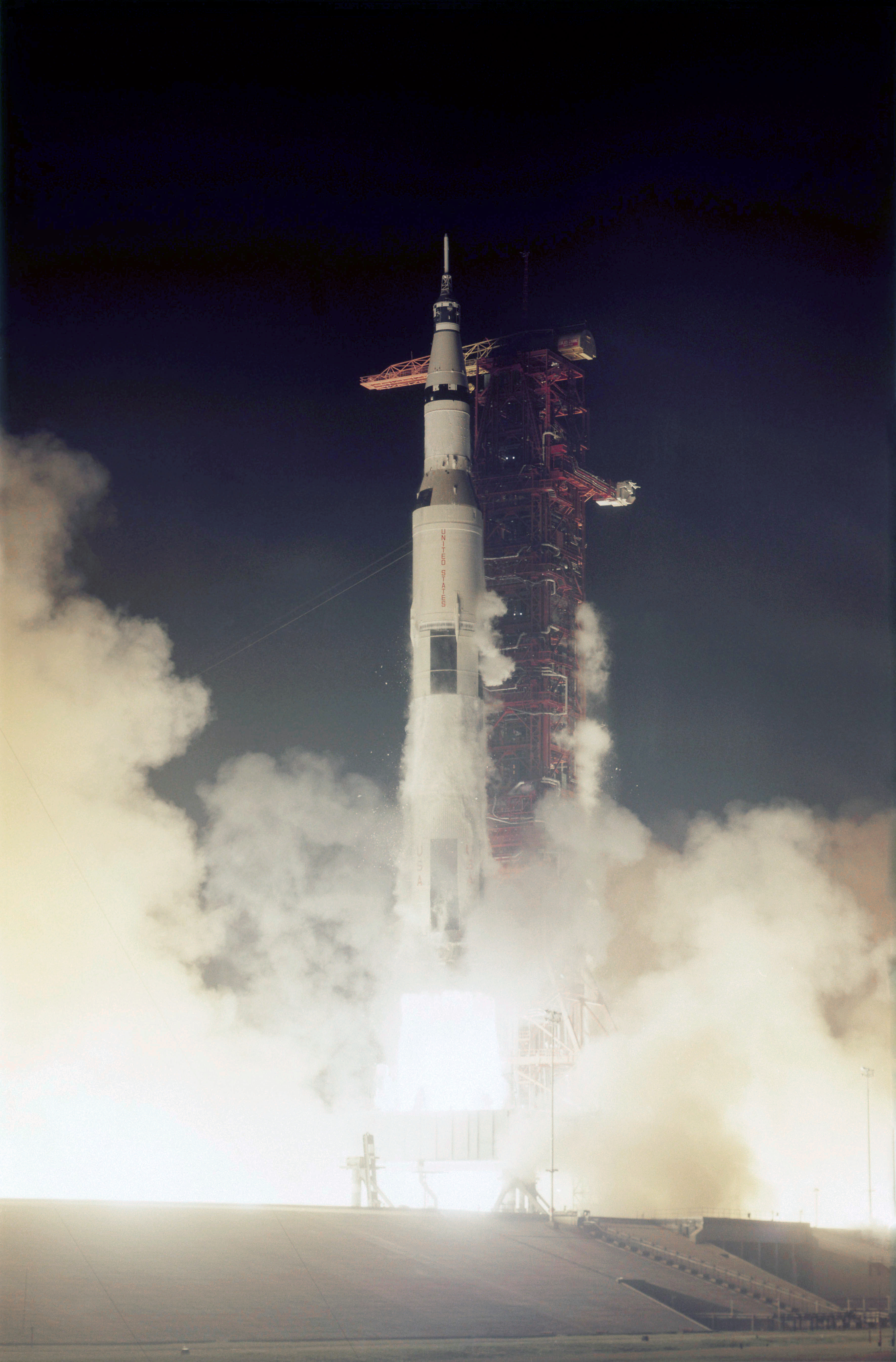
Il lancio dell'Apollo 17

Apollo 17 è stata l'ultima missione spaziale a essere lanciata a bordo di un razzo Saturn V e l'unico lancio del programma Apollo avvenuto in notturna. Il decollo è stato ritardato di due ore e quaranta minuti rispetto al previsto a causa di un cut-off automatico sulla sequenza di lancio a 30 secondi dalla fine del conto alla rovescia. Il problema è stato rapidamente riconosciuto come un errore tecnico minore e il timer è stato ripristinato e riprogrammato a T-22 minuti mentre i tecnici si adoperavano a superare il malfunzionamento per continuare la sequenza di lancio. Questo inconveniente è stato l'unico ritardo riscontrato nel programma Apollo causato da questo tipo di errore hardware. Il conto alla rovescia è quindi ripreso e il razzo ha lasciato la Terra alle 00:33 EST dal complesso di lancio 39A del John F. Kennedy Space Center.
Si stima che tra 500 000 e 700 000 persone abbiano assistito al lancio nelle immediate vicinanze della rampa, nonostante l'orario notturno. La scia di fuoco lasciata dal Saturn V fu visibile fino a 800 km; gli spettatori a Miami, in Florida, hanno riferito di aver visto una "striscia rossa" attraversare il cielo verso nord.
Raggiunta l'orbita terrestre e dopo aver appurato il corretto funzionamento di tutta la navetta, alle 3:46 EST il terzo stadio S-IVB del razzo vettore venne riacceso per eseguire la manovra di inserzione translunare. Circa mezz'ora più tardi, gli astronauti compirono la complessa manovra, consistente nell'effettuare un rotazione del veicolo di 180° e un successivo aggancio con il modulo lunare, finalizzata a estrarre quest'ultimo dal suo alloggiamento; il terzo stadio del Saturn V, oramai vuoto e non più necessario, venne abbandonato e messo in una rotta di collisione con la superficie della Luna. L'impatto avvenne il 10 dicembre 1972 a una velocità di 2,55 km/s con un angolo di 55° rispetto all'orizzonte e con il rilascio di un'energia pari a 4,71×1017 erg; lo schianto, rilevato dai sismometri lasciati sulla Luna dalle precedenti missioni, fornì preziose informazioni sulla struttura del sottosuolo lunare. Due ore dopo l'inizio del viaggio verso la Luna, uno degli astronauti, molto probabilmente Schmitt, scattò una foto dell'emisfero visibile della Terra perfettamente illuminato poiché la navetta si trovò esattamente tra il Sole e la Terra. Questa foto, denominata Blue Marble, divenne molto rapidamente popolare tanto da essere, secondo alcune fonti, la foto con la maggior diffusione al mondo. A circa metà della strada per la Luna, l'equipaggio portò a termine una correzione della velocità di 3 m/s per perfezionare la traiettoria. Il 10 dicembre venne acceso il motore principale (SPS) del modulo di servizio per ridurre la velocità a 908 m/s in modo da inserire la navetta in un'orbita lunare di 315×95 km; circa quattro ore più tardi, una nuova accensione ridusse la velocità a 61 m/s per abbassare l'orbita a 109 × 28 km. Rispetto alle missioni precedenti, tali manovre vennero studiate per consentire al LEM di allunare il più vicino possibile al punto previsto e per ottimizzarne la traiettoria in modo da consumare meno carburante.

### Allunaggio

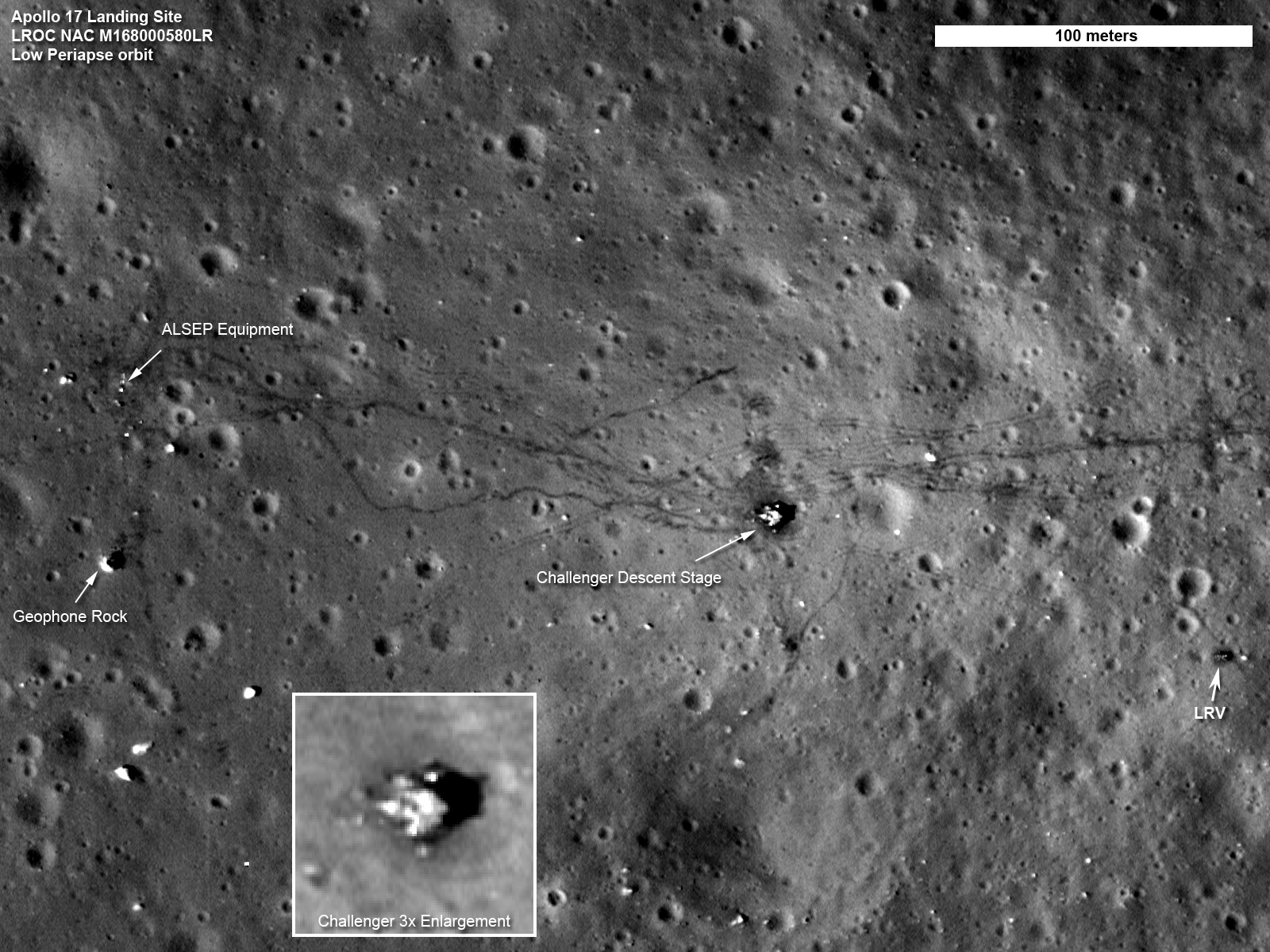
Il luogo di allunaggio di Apollo 17 visto nel 2011 dal Lunar Reconnaissance Orbiter

Dopo essersi separato dal modulo di comando e servizio, il modulo lunare Challenger e il suo equipaggio, composto dagli astronauti Eugene Cernan e Harrison Schmitt, aggiustò la propria orbita e iniziò i preparativi per la discesa verso la superficie lunare. Nel frattempo, Ron Evans rimase in orbita, a bordo del modulo di comando, per eseguire osservazioni, svolgere esperimenti e attendere il ritorno dei suoi compagni, che avrebbe rivisto tre giorni dopo.
Poco dopo aver completato i preparativi per l'atterraggio, Cernan e Schmitt iniziarono la discesa; alcuni minuti dopo l'inizio della procedura, il modulo lunare si capovolse permettendo all'equipaggio di dare il primo sguardo al sito di allunaggio e consentendo a Cernan di guidare il veicolo verso il punto prescelto; Schmitt intanto forniva i dati dal computer di volo essenziali per svolgere i suoi compiti. Il LEM toccò la superficie lunare alle 14:55 EST dell'11 dicembre nei pressi del cratere Littrow, nella valle Taurus-Littrow, nel Mare Serenitatis. Poco dopo, i due astronauti iniziarono a riconfigurare l'abitacolo per la permanenza sulla superficie e si prepararono per la prima attività extraveicolare, EVA-1, della missione.

### Sulla superficie lunare
La missione prevedeva l'esecuzione di tre attività extraveicolari, nel corso delle quali, grazie all'impiego di un rover appositamente sviluppato, sarebbero stati raggiunti nove punti di rilevamento, nei quali sarebbero stati raccolti campioni e compiute osservazioni geologiche. Durante le escursioni vennero eseguite, inoltre, dodici brevi soste, a discrezione di Schmitt, nelle quali gli astronauti raccolsero rapidamente del materiale lunare senza smontare dal veicolo. Durante le operazioni sulla superficie lunare, la guida del rover fu di competenza esclusiva del comandante Cernan, mentre Schmitt lo assisteva nella navigazione.
| Tempo trascorso     | Data (UTC)       | Evento                          | Durata attività   | Distanza percorsa (rover) | Campioni lunari |
| ------------------- | ---------------- | ------------------------------- | ----------------- | ------------------------- | --------------- |
| 0 ore e 0 minuti    | 7/12 alle 5.33   | Inizio della missione           |                   |                           |                 |
| 110 ore e 21 minuti | 11/12 alle 19.55 | Allunaggio                      |                   |                           |                 |
| 114 ore e 22 minuti | 11/12 alle 23.56 | Prima attività extraveicolare   | 7 ore e 12 minuti | 3,3 km                    | 14,3 kg         |
| 137 ore e 55 minuti | 12/12 alle 23.29 | Seconda attività extraveicolare | 7 ore e 37 minuti | 20,3 km                   | 34,1 kg         |
| 160 ore e 53 minuti | 13/12 alle 22.25 | Terza attività extraveicolare   | 7 ore e 15 minuti | 12,1 km                   | 62 kg           |
| 185 ore e 22 minuti | 14/12 alle 22.54 | Decollo dalla Luna              |                   |                           |                 |

#### Le condizioni del soggiorno sulla superficie lunare

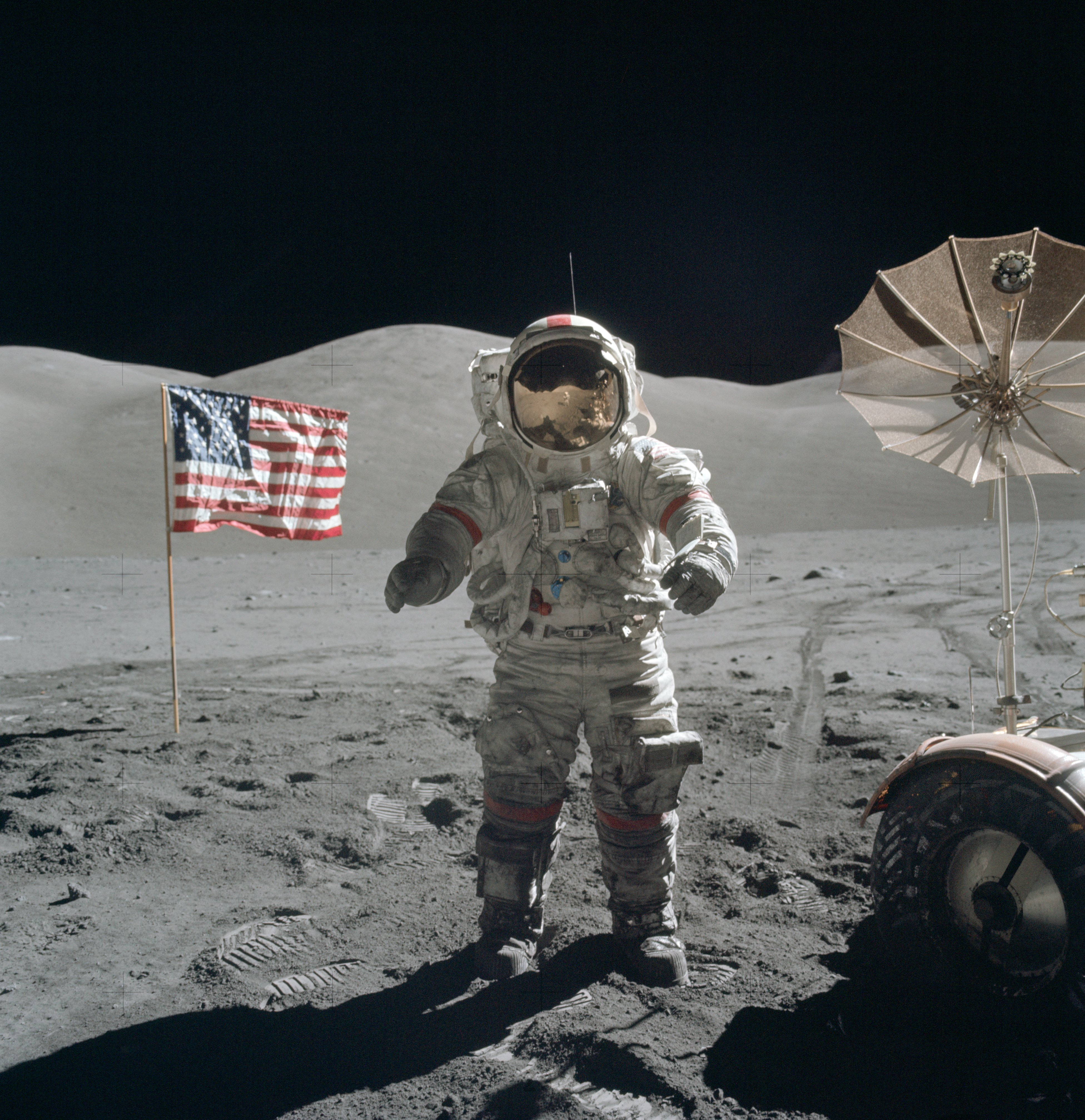
Eugene Cernan sulla superficie lunare

Gli astronauti dell'Apollo 17 ebbero a disposizione circa tre giorni terrestri (75 ore) per esplorare la Valle Taurus-Littrow, un vincolo temporale imposto dalla disponibilità di materiali di consumo che il modulo lunare poteva immagazzinare: ossigeno, energia fornita da batterie non ricaricabili e acqua destinata sia all'alimentazione sia alla regolazione termica della cabina. Durante questo periodo poterono compiere tre escursioni o attività extraveicolari, della durata di circa 7 ore ciascuna, una ogni 24 ore. Il resto del tempo lo dedicarono alla manutenzione delle loro attrezzature, al riposo e all'alimentazione. La durata di una singola escursione era limitata dall'autonomia della loro tuta spaziale, tipo Apollo/Skylab A7L, che consentiva loro di effettuare uscite della durata massima di 8 ore, proteggendoli dal vuoto, fornendo ossigeno e assorbendo vapore acqueo e monossido di carbonio. Le tute erano inoltre dotate di un trasmettitore/ricevitore radio.
Era stato programmato che la missione si svolgesse durante la prima metà della giornata lunare (che ha una durata di 14 giorni terrestri), per beneficiare dell'illuminazione del Sole e non dover fronteggiare il freddo della notte lunare. Per accelerare i loro movimenti e aumentare il raggio d'azione senza incorrere in rischi maggiori, gli astronauti avevano a disposizione un veicolo fuoristrada. Il rover lunare aveva propulsione elettrica ed era alimentato da batterie non ricaricabili con una capacità totale 230 ampere-ora, che gli consentivano un'autonomia di 92 km, raggiungendo la modesta velocità di 14 km/h e una capacità di carico di 490 kg.

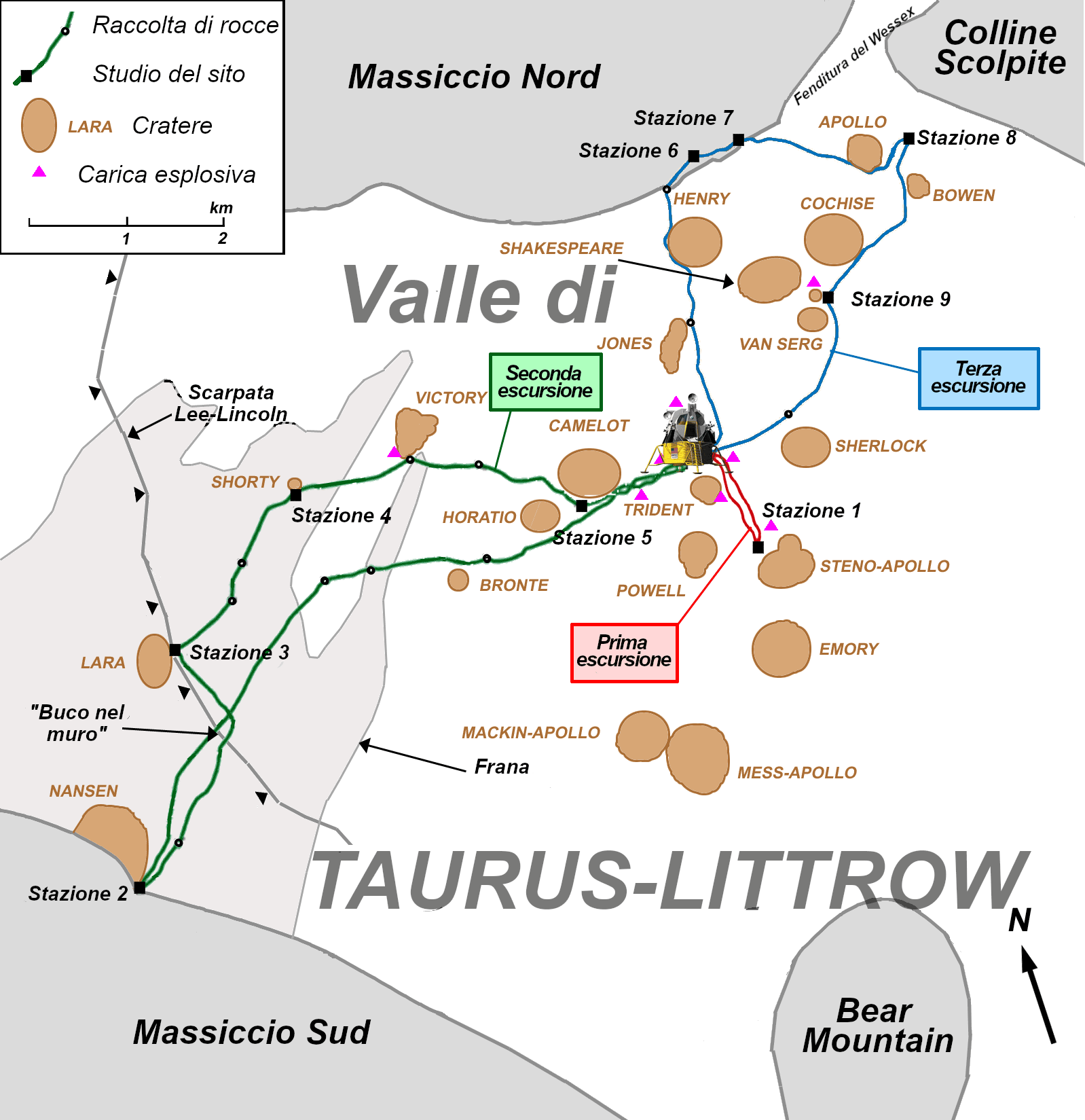
I percorsi degli astronauti durante le tre attività extraveicolari

Orientarsi sulla superficie lunare risulta più difficile rispetto a quanto avviene sulla Terra, poiché l'assenza di un magnetismo naturale non consente di fare affidamento su di una bussola; inoltre, la dimensione ridotta della Luna avvicina l'orizzonte che si trova, su di un terreno pianeggiante, a soli circa 3 km, rendendo più difficoltoso localizzare i rilievi circostanti. Per tutto questo, il rover era dotato di un sistema di navigazione relativamente sofisticato composto da un giroscopio e quattro contachilometri, ognuno posizionato su una ruota, che forniva i dati a un piccolo computer di bordo (SPU). L'SPU calcolava periodicamente la posizione del rover rispetto al modulo lunare e la comunicava agli astronauti attraverso una bussola artificiale.
Gli astronauti possedevano anche delle mappe realizzate dalle fotografie scattate dall'orbita durante le precedenti missioni; esse mostravano i rilievi circostanti come avrebbero dovuto apparire da punti diversi lungo i loro percorsi. Inoltre, i membri dell'equipaggio potevano comunicare tra loro utilizzando un ricetrasmettitore radio VHF e rimanere in contatto permanente con il centro di controllo missione a Houston tramite un rinvio delle telecomunicazioni installato sul rover costituito da un'antenna elicoidale omnidirezionale (così da non rendere necessario il puntamento verso la Terra) trasmettente in banda S. A ogni sosta prolungata, gli astronauti utilizzavano l'antenna parabolica ad alto guadagno montata sul rover per trasmettere le immagini raccolte tramite la telecamera, anch'essa installata sul rover; il puntamento e le impostazioni di questa telecamera potevano essere controllati a distanza dalla Terra, mentre il puntamento dell'antenna era affidato agli astronauti.

#### Prima attività extraveicolare
Circa quattro ore dopo l'atterraggio, alle 18:54 EST dell'11 dicembre, gli astronauti iniziarono la prima attività extraveicolare. Poco dopo aver messo piede sulla superficie lunare si dedicarono al montaggio del rover e all'installazione del complesso di strumentazioni scientifiche ALSEP; il sito selezionato per il posizionamento di quest'ultimo si trovava a 185 metri a nord-ovest del modulo lunare.

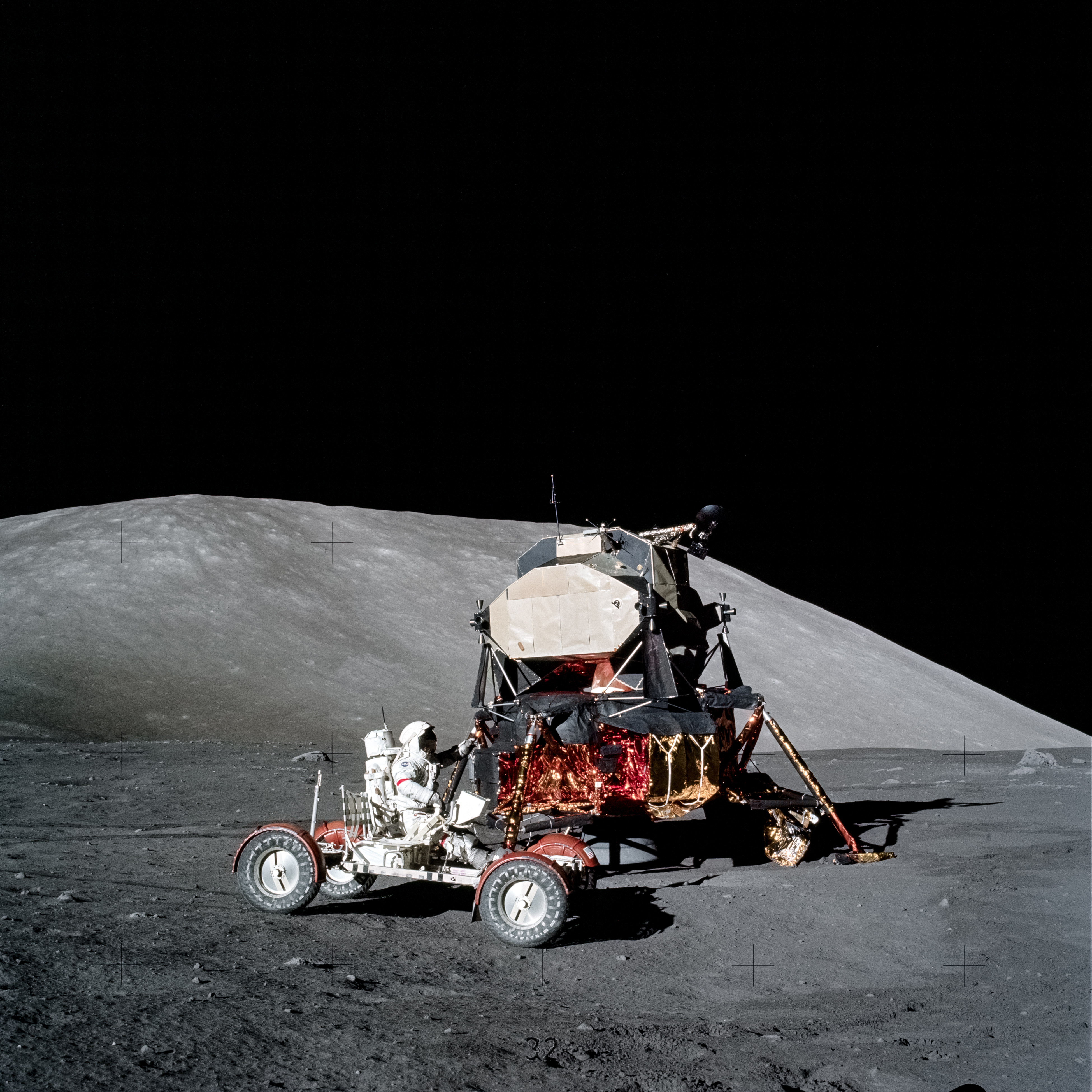
Il LEM e il rover sulla Luna

Secondo il programma, l'allestimento dell'ALSEP e il montaggio del rover avrebbero dovuto richiedere quattro ore, ma Cernan trovò alcune difficoltà a eseguire le perforazioni necessarie per l'installazione delle sonde, probabilmente a causa delle caratteristiche meccaniche del suolo (la stessa operazione era stata effettuata durante la missione Apollo 16 senza incontrare problemi); questo contrattempo ridusse di circa 90 minuti la successiva esplorazione geologica. Schmitt, da parte sua, non riuscì ad avviare il gravimetro, dovendo arrendersi dopo diversi tentativi; in seguito venne scoperto che il problema proveniva da un errore nella progettazione dello strumento. Mentre Cernan lavorava sul rover, il martello che portava sul fianco colpì, rompendola, una porzione del parafango della ruota posteriore destra che serviva a proteggere i passeggeri dalla polvere lunare sollevata durante la marcia. In conseguenza di ciò, la polvere divenne un problema insidioso per gli astronauti durante le escursioni: insinuandosi ovunque, bloccò i giunti meccanici, contribuì al riscaldamento dei dispositivi elettronici, rese inutilizzabili i dispositivi di fissaggio in velcro, velò gli obiettivi delle telecamere e oscurò le visiere; né era semplice liberarsene: tentativi di rimozione troppo vigorosi, potevano causare graffi, date le sue caratteristiche abrasive. Cernan tentò di riparare la copertura antipolvere con un pezzo di nastro adesivo, ma alla fine della passeggiata, mentre gli astronauti stavano facendo ritorno al modulo lunare, questa si staccò ed essi si ritrovarono interamente coperti di polvere insieme a tutta la loro attrezzatura.

##### Il cratere Steno (stazione 1)
Siccome l'installazione dell'ALSEP aveva richiesto molto più tempo del previsto, la prevista escursione geologica al cratere dell'Emory, a 2,5 km dal modulo lunare, venne sostituita da uno studio del cratere Steno situato a una distanza più breve, nel mezzo dalla valle Taurus-Littrow. In questo sito, chiamato "Stazione 1", vennero raccolti campioni di roccia espulsa quando vi fu l'impatto con un meteorite che dette vita al cratere; gli astronauti raccolsero 14 chilogrammi di campioni, eseguirono sette misure gravimetriche e posizionarono due pacchetti esplosivi. Quest'ultimi furono fatti esplodere da remoto per testare i geofoni collocati dagli astronauti e i sismometri lasciati durante le precedenti missioni. Alla fine dell'attività extraveicolare, gli astronauti installarono il trasmettitore dello strumento SEP non lontano dal modulo lunare; tuttavia a causa della polvere lunare che lo ricoprì questo non funzionò a dovere. Alla conclusione di questo primo giorno, Schmitt, il geologo dell'equipaggio, si dichiarò frustrato dagli scarsi risultati ottenuti per colpa della mancanza di tempo.

Schmitt presso la stazione 1

#### Seconda attività extraveicolare
Il 12 dicembre, risvegliati dalla Cavalcata delle Valchirie, Cernan e Schmitt iniziarono la loro seconda escursione lunare. Innanzitutto, il parafango del rover aveva bisogno di una soluzione migliore. Durante la notte, i controllori di volo escogitarono una procedura che venne comunicata agli astronauti da John Young: legare insieme quattro mappe e fissare l'"estensione sostitutiva" sul parafango.

##### Ai piedi del Massiccio Sud: il cratere Nansen (stazione 2)

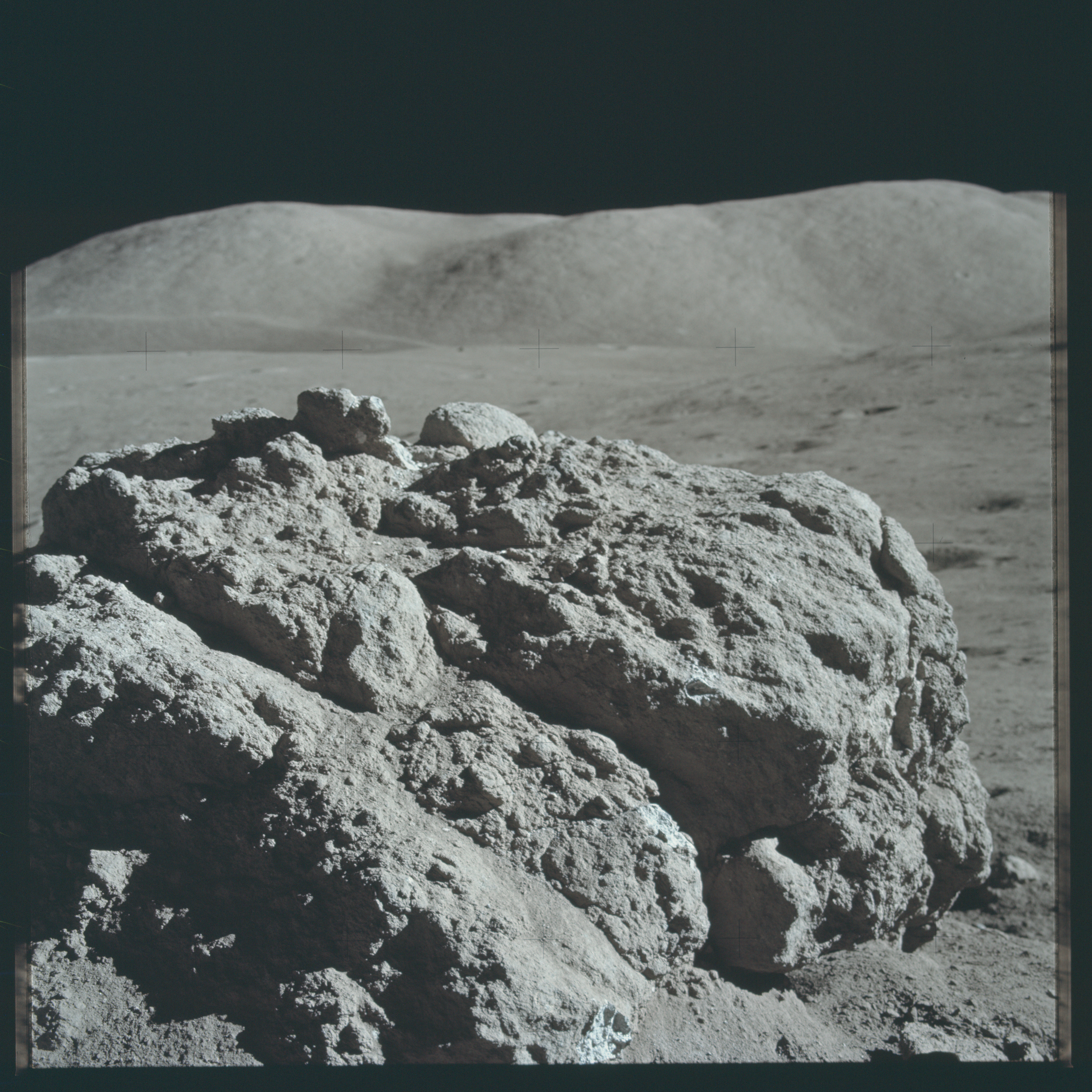
Formazione rocciosa presso la stazione 2

Dopo essere saliti sul rover lunare, gli astronauti si diressero dapprima verso il cratere Nansen ai piedi del Massiccio Sud. Per raggiungerlo si recarono verso un luogo chiamato "Buco nel muro" dove la pendenza è abbastanza bassa da consentire al rover di attraversare la scarpata Lee-Lincoln di 80 metri che sbarra la valle secondo un asse nord-sud. Questo tipo di formazione geologica presente in molti punti della Luna, deriva dalla contrazione del pianeta a seguito del raffreddamento progressivo del suo nucleo. Una volta arrivati in cima, i due astronauti percorsero un altro chilometro prima di arrivare ai piedi del Massiccio Sud, la loro prima tappa della giornata chiamata “Stazione 2”. All'arrivo, Cernan riportò che avevano percorso 7,6 km; il tragitto più lungo percorso dal rover durante il programma Apollo. Si riteneva che il Massiccio Sud, che confina con il mare della Serenità, si fosse formato tramite sollevazione della superficie lunare conseguentemente all'impatto meteoritico che dette origine al mare e quindi, gli scienziati, pensavano che dovesse essere composto da rocce antecedenti a tale antico evento e quindi molto interessanti per essere studiate. Il sito si rivelò ancora più interessante del previsto e i dirigenti della missione decisero di concedere agli astronauti maggior tempo per esplorarlo. Dopo 64 minuti ripresero la marcia e, poco prima di attraversare di nuovo la scarpata, fecero una breve sosta a 600 metri a nord-est del cratere Nansen per misurare la gravità usando il gravimetro portatile. Mentre veniva fatta la misurazione Schmitt colse l'occasione per prelevare campioni di terreno dal sedile del rover mentre Cernan scattò alcune foto.

##### Il cratere Lara (stazione 3)
La successiva "stazione 3", venne raggiunta dopo un tragitto di alcune centinaia di metri trovandosi ai piedi della scarpata a 50 metri dalla parete est del cratere Lara. Venne deciso di ridurre la durata di questa sosta (20 minuti anziché i 45 previsti) per compensare il maggior tempo trascorso alla stazione 2. Gli scienziati del centro di controllo terrestre chiesero agli astronauti di eseguire un carotaggio del suolo di 60 cm di profondità, di scattare una fotografia panoramica e di effettuare una misurazione del campo di gravità. Cernan si occupò della prima richiesta, impiegando circa 20 minuti mentre Schmitt raccolse alcuni campioni di roccia. In totale la sosta durò 37 minuti; saliti sul rover Cernan e Schmitt si diressero verso la loro prossima destinazione, il cratere Shorty (stazione 4).

##### Il terreno arancione del cratere Shorty (stazione 4)

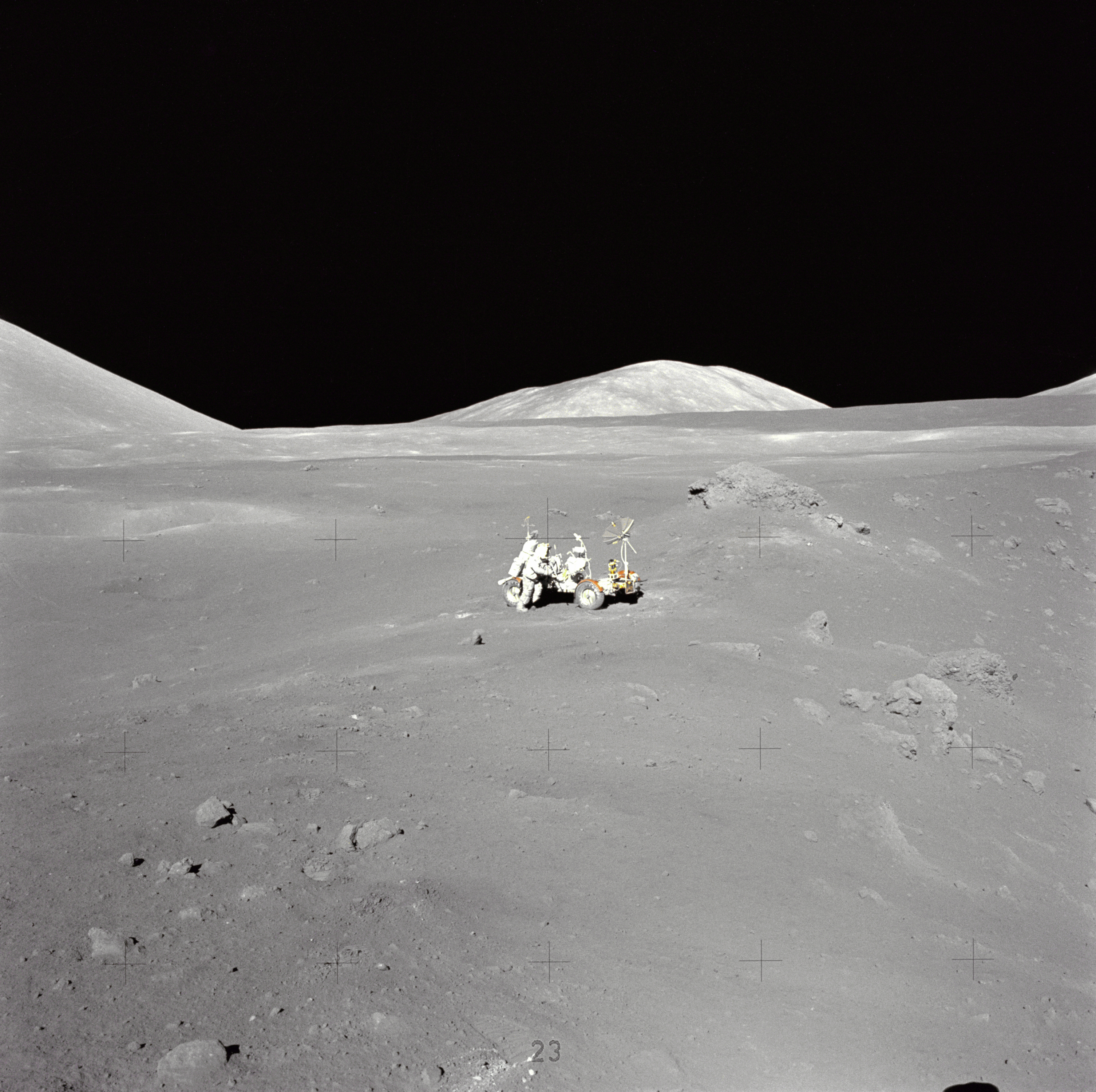
Panoramica del cratere Shorty, stazione 4, in centro Schmitt lavora nei pressi del Rover

Il cratere Shorty, la "stazione 4", era un sito considerato importante, poiché le foto scattate dall'orbita avevano evidenziato la presenza di un materiale oscuro che poteva, secondo alcuni scienziati, essere la manifestazione di un fenomeno vulcanico più o meno recente. Alcuni addirittura speravano che fosse uno sfogo vulcanico. Appena arrivato, Schmitt notò con entusiasmo che una striscia di materiale arancione si trovava attorno al cratere. Scavando una piccola fossa, l'astronauta scoprì che il materiale sottostante era rosso, una probabile manifestazione di un evento vulcanico. Per evidenziare le sfumature di colore, vennero scattate alcune fotografie con l'aggiunta dello gnomone nel campo della fotocamera: questo dispositivo permette di avere una cornice di riferimento per stimare la dimensione degli oggetti fotografati, ma anche una tavolozza di colori e grigi che consenta di correggere i colori delle foto in laboratorio pur rimanendo fedele all'originale. Su richiesta degli scienziati presenti al centro di controllo di Houston, vennero prelevati numerosi campioni di terreno rosso e un carotaggio di 60 cm. Le successive analisi mostrarono che il suolo rosso, ma anche il suolo molto scuro presente sul sito, erano in effetti vetri vulcanici; ma contrariamente alle speranze di alcuni scienziati che pensavano di assistere alla manifestazione di un recente vulcanismo, il vetro si formò 3,5 miliardi di anni fa e successivamente sepolto sotto la lava. Lo strato di vetro rimase in quelle condizioni fino a quando non venne esposto, 19 milioni di anni fa, a seguito dell'impatto del meteorite che dette origine del cratere Shorty. Tutte queste attività comportarono che i due astronauti accumulassero del ritardo e quindi gli furono concessi solo una trentina di minuti per lavorare: si trovavano ancora a 4 km dalla loro base, vale a dire a circa due ore di cammino equivalente al loro "limite di camminata", la distanza di sicurezza massima che avrebbe garantito il loro ritorno al LEM se per qualsiasi motivo il rover si fosse guastato.

##### Il cratere Camelot (stazione 5)

Formazione rocciosa presso il cratere di Camelot

I due astronauti presero quindi la direzione del modulo lunare; dopo aver fatto brevi soste per raccogliere campioni senza scendere dal rover, arrivarono nei pressi del cratere Camelot, l'ultimo sito previsto per la giornata (stazione 5). Secondo i pianificatori della missione, questo grande cratere di 600 metri di diametro doveva essere abbastanza recente affinché si trovassero degli eietti vulcanici, rocce espulse da una profondità di circa 150 metri. Pertanto gli astronauti si diressero a un campo di grandi rocce a sud-ovest del cratere, individuato precedentemente. Qui Schmitt e Cernan raccolsero per venti minuti campioni di roccia e suolo con grande efficienza e quindi tornarono, cantando, al rover. Le rocce raccolte sembrarono essere dello stesso tipo di quelle raccolte nella stazione 1 e nel sito in cui venne dispiegato l'ALSEP: un basalto a grana grossa formatosi a seguito di un raffreddamento molto lento. Una volta rientrati nel LEM e dopo averlo pressurizzato, il Capcom Robert A. R. Parker esclamò: «Assolutamente eccezionale. Non posso dire altro. E intendo dal profondo del mio cuore o dal profondo della mia anima o qualcosa, la mia coscienza».

#### Terza attività extraveicolare
La terza escursione, l'ultima del programma Apollo, iniziò alle 17:25 EST del 13 dicembre. Cernan e Schmitt guidarono il rover a nord-est del sito di allunaggio, esplorando la base del Massiccio Nord e le Sculptured Hills.
Il programma per la terza e ultima attività extraveicolare fu altrettanto ambizioso del precedente e anche i risultati delle indagini geologiche condotte risulteranno molto soddisfacenti. Questa volta gli astronauti si diressero verso il Massiccio Nord di cui esploreranno i margini.

##### Tracy rock (stazione 6)

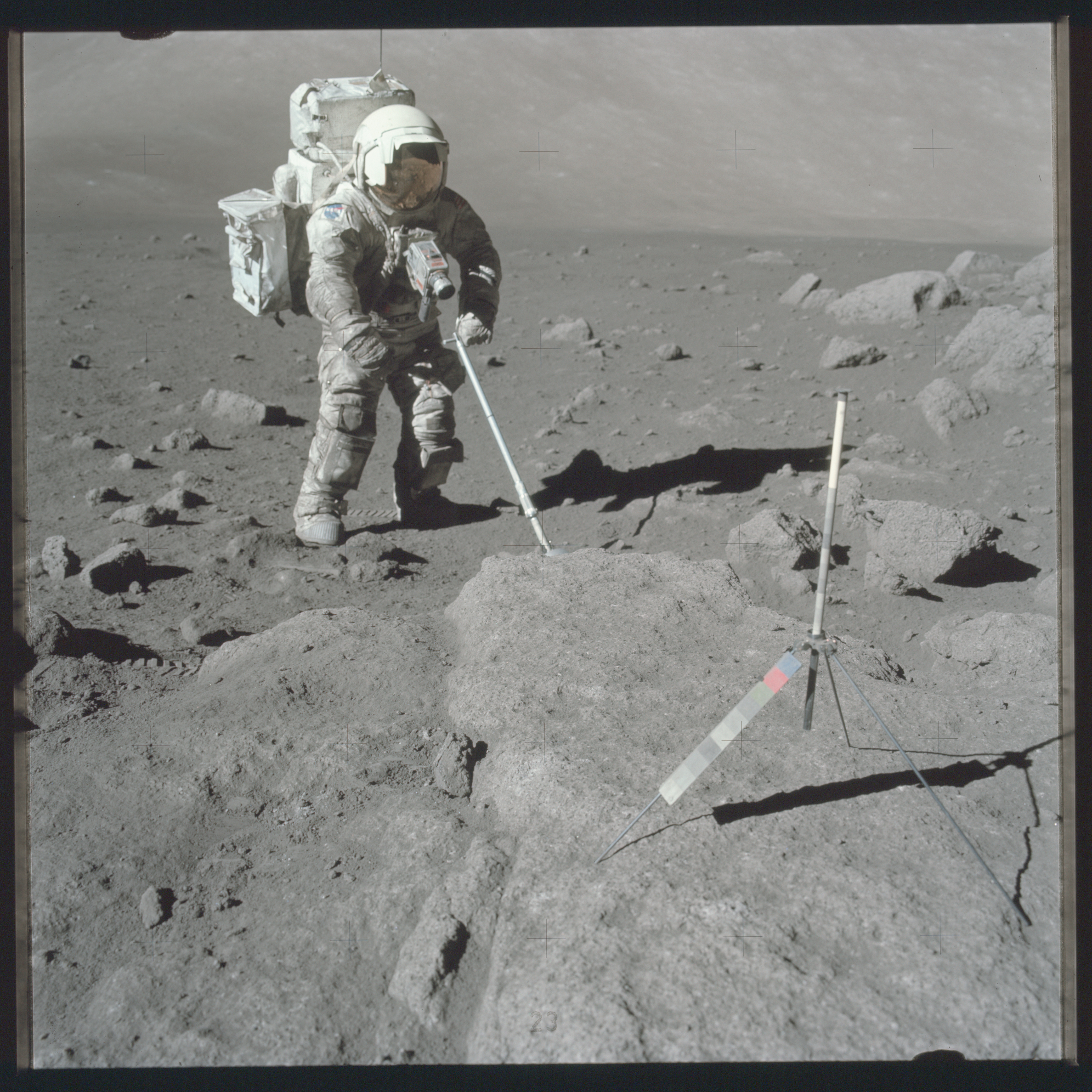
Schmitt lavora alla stazione 6

Dapprima gli astronauti si mossero verso la base del Massiccio Nord, a circa 3 km a nord del modulo lunare, quindi attraversarono un pendio per circa 400 metri verso nord-est per raggiungere una grande roccia parzialmente esplosa che era stata avvistata in una fotografia scattata dall'orbita lunare durante la missione Apollo 15 e che costituiva la prima tappa della giornata (stazione 6). Una volta scesi dal rover, gli astronauti si accorsero che la pendenza era molto più ripida del previsto e che dovevano sporgersi in avanti per mantenersi in equilibrio durante il loro lavoro di raccolta. Sul posto, inoltre, notarono come altre grandi rocce osservate in precedenza fossero franate dalla montagna lasciando una traccia molto chiara. Mentre Schmitt si occupava della raccolta dei campioni continuando il suo lavoro di raccolta, Cernan scattò la famosa foto panoramica della roccia vicino alla quale vi è Schmitt con la valle Taurus-Littrow sullo sfondo ma non ebbe il tempo di scrivere il nome di sua figlia Tracy nella polvere lunare, come intendeva, per battezzare la roccia. Gli astronauti giunsero, quindi, alla fine del tempo che avevano a disposizione per l'esplorazione del sito e dovettero far ritorno al rover. Temendo, per via della ripida pendenza, di cadere dal sedile, Schmitt, preferì scendere dalla collina a piedi dove venne raggiunto da Cernan ai comandi del veicolo. I controllori della missione a Houston decisero di abbreviare l'esplorazione del seguente sito (stazione 7) per risparmiare tempo: la roccia di Tracy aveva già fornito una grande quantità di informazioni sulla geologia del luogo e il successivo sito, situato a poche centinaia di metri a est, non avrebbe portato molto di nuovo. Rispetto alla stazione precedente, la pendenza del nuovo sito apparve meno ripida e non rappresentò alcun problema per gli astronauti. Schmitt prelevò alcuni campioni di roccia e poi, tornato a bordo del rover, si diresse insieme a Cernan, verso le Colline Scolpite (Sculptured Hills).

Fotografia panoramica scattata presso la stazione 6

##### Le Colline Scolpite (stazione 8)
Le Colline Scolpite sono un rilievo situato a nord-est del modulo lunare. Nelle foto scattate dall'orbita non era stato possibile identificare alcuna interessante formazione geologica, quindi la scelta dell'area da esplorare venne lasciata alla discrezione di Schmitt e Cernan. Sul posto gli astronauti scoprirono solo alcune rocce che per la maggior parte ovviamente provenivano dalla valle. Tuttavia, una roccia situata a una cinquantina di metri sopra il luogo in cui il rover era fermo attirò l'attenzione di Schmitt che iniziò a salire sul rilievo seguito poco dopo da Cernan. La pendenza che si trovarono davanti era piuttosto ripida, ma i due astronauti riuscirono a raggiungere il loro obiettivo senza superare il limite di 130 battiti cardiaci al minuto. La roccia è un pezzo della vecchia crosta lunare ricoperta da uno strato vetrificato che venne, chiaramente, scagliato sulla collina da un'altra zona in seguito a un impatto. Dopo aver preso alcuni campioni, i due astronauti scesero dal pendio saltando a piedi uniti, come un canguro.

##### Il cratere Van Serg (stazione 9)

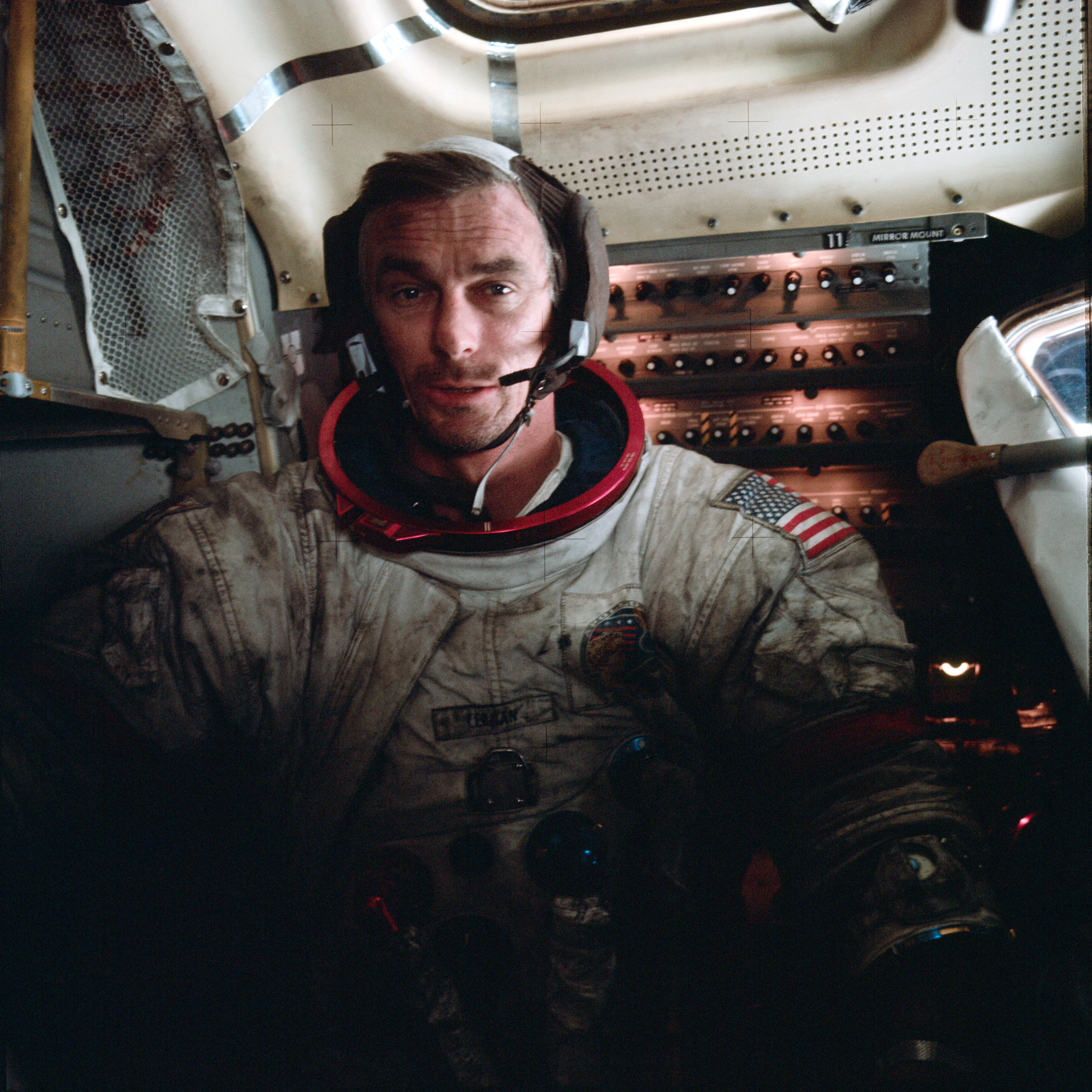
Eugene Cernan all'interno del modulo lunare dopo la terza attività extraveicolare

Il piccolo cratere di Van Serg venne selezionato per le stesse ragioni del cratere Shorty: le foto scattate dall'orbita mostravano la presenza di materiale scuro di possibile origine vulcanica. Quando arrivarono vicino al cratere, gli astronauti notarono che il terreno era disseminato di rocce delle dimensioni di un pallone da calcio. Vista l'altezza da terra del rover di 35 centimetri, Cernan dovette procedere zigzagando per avvicinarsi al cratere. Una volta fermato, Cernan iniziò a togliere la polvere dal rover, in quanto il parafango di ricambio approntato il giorno precedente non svolgeva più il suo lavoro. Sul sito non venne riscontrata traccia di un materiale rosso simile a quello di Shorty escludendo, di conseguenza, l'ipotesi di un'origine vulcanica. Le rocce sparse, contrariamente a quanto ci si aspettava, non erano basalto dalla base rocciosa sottostante. Schmitt e Cernan raccolsero alcuni campioni di roccia e scattarono due fotografie panoramiche.
Sia gli astronauti, sia gli scienziati a Terra si dimostrarono piuttosto interessati ad approfondire questa zona dunque, considerando che la stazione successiva programmata vicino al cratere Sherlock (stazione 10) non destava altrettanto vivo interesse, si decise di eliminarla e rimanere alla stazione 9. Schmitt iniziò, quindi, a prelevare sistematicamente campioni su di una linea tra il cratere Van Serg e il rover. Gli astronauti lavorarono intensamente per cinque ore su aree ripide che richiesero uno sforzo maggiore causando loro un po' di affaticamento. La scoperta da parte di Schmitt di un materiale molto bianco a una profondità di pochi centimetri, motivò i due astronauti a scavare una buca nonostante l'opposizione del centro di controllo preoccupato per la loro fatica. L'analisi delle rocce raccolte, della dimensione di un pallone, consentì, in seguito, di determinare che si trattava di una regolite compressa dall'impatto. Il meteorite all'origine del cratere colpì il terreno in un punto in cui diversi strati di regolite erano stati sovrapposti a seguito di precedenti impatti.
Prima di tornare al modulo lunare per l'ultima volta, si svolse una piccola cerimonia per commemorare il completamento delle missioni lunari del programma Apollo. Cernan svelò una placca fissata al carrello di atterraggio del modulo lunare, sulla quale compariva la rappresentazione dei due emisferi della Terra e della faccia visibile della Luna con la posizione dei vari siti di atterraggio accompagnati da un messaggio firmato dai tre astronauti e dal presidente Nixon. Cernan lesse il testo:
Dopo aver scattato le foto dell'equipaggiamento dell'ALSEP ed estratta la sonda di neutroni da terra che doveva essere riportata sulla Terra, i due astronauti fecero ritorno al modulo lunare. Cernan fu l'ultimo a mettere piede sulla luna e ancora oggi è l'ultimo uomo ad aver camminato sulla superficie lunare.

### Ritorno sulla Terra

#### Decollo e incontro con il modulo di controllo

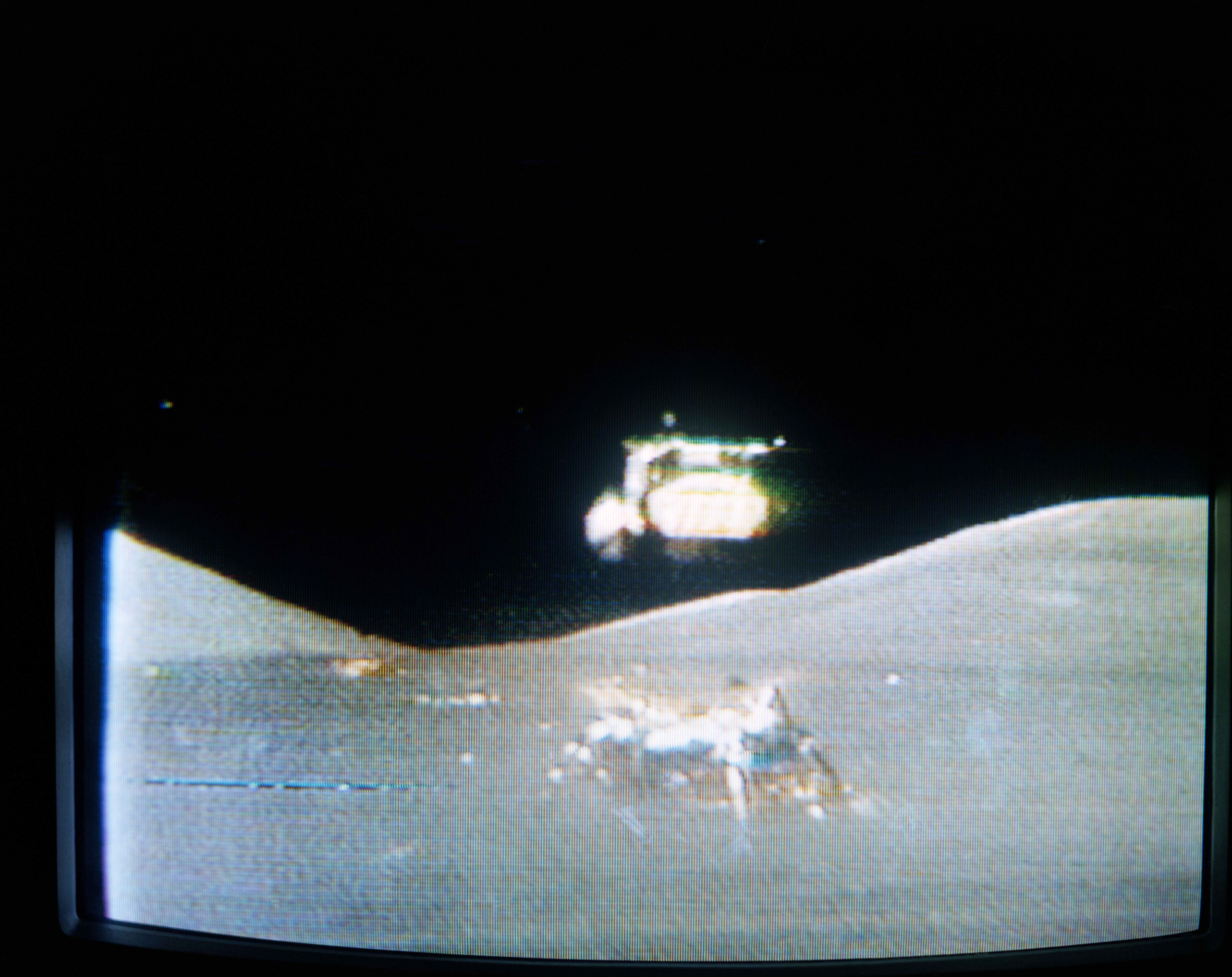
Lo stadio di ascesa del LEM decolla dalla Luna

Dopo un soggiorno di 75 ore sul suolo lunare, alle ore 16:55 del 14 dicembre, Eugene Cernan e Harrison Schmitt azionarono il motore del modulo di ascesa del LEM per decollare e ricongiungersi con il modulo di comando in orbita. Poco prima del decollo, depressurizzarono l'abitacolo un'ultima volta per eliminare la polvere lunare, l'attrezzatura di cui non avevano più bisogno e per alleggerire il più possibile la fase di salita. Nel frattempo, per consentire la manovra di incontro orbitale, Evans a bordo del modulo di comando e servizio, apportò due correzioni alla sua orbita che modificavano l'altitudine, che passò da 124,6 a 115,8 km, e il piano orbitale. Il decollo venne filmato dalla telecamera posizionata sul rover lunare, il cui puntamento poteva venire controllato a distanza dal centro di controllo di Houston. Dopo una spinta da parte del motore di 7 minuti e 18 secondi, il modulo lunare riuscì a posizionarsi sull'orbita lunare prescelta con un apolunio di 92 km e 17 km di perilunio, calcolata in modo tale che l'appuntamento in orbita con Evans avvenisse dopo che la navicella avesse completato un'orbita lunare completa. Una volta in orbita e per perfezionare la sua traiettoria, Cernan eseguì una correzione della velocità tramite i motori RCS di circa 2 m/s; una modifica minima in quanto, per paragone, il raggiungimento dell'orbita aveva richiesto un delta-v di 1,676 m/s. Le due navicelle si trovarono in quel momento su una traiettoria convergente con il LEM a 200 km indietro rispetto al modulo di comando e servizio, ma a un'altitudine più bassa. Quando i due veicoli spaziali si trovarono dietro la Luna, per 45 minuti le comunicazioni con la Terra vennero interrotte.

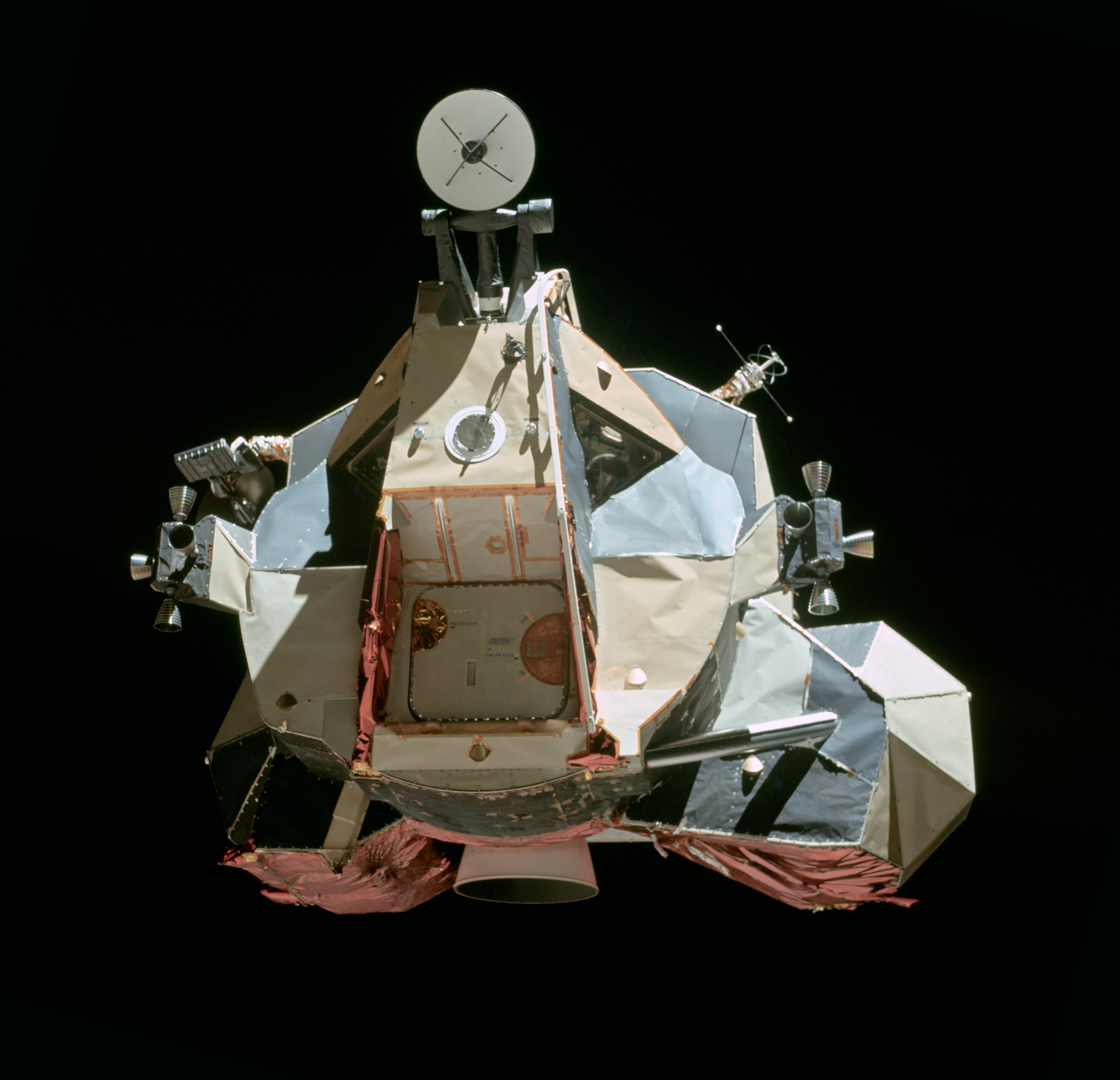
Lo stadio di ascesa del LEM in avvicinamento del modulo di comando e servizio

Quando le navicelle tornarono in vista della Terra, si trovarono a una distanza di poco più di 1 km in avvicinamento a una velocità di 10 metri al secondo. Dopo un primo tentativo di aggancio fallito perché la velocità relativa delle due navicelle era troppo bassa per innescare i blocchi che le dovevano fissare, il LEM riuscì ad agganciarsi correttamente alle 18:10. Pochi minuti dopo l'aggancio, il CAPCOM a Houston lesse un messaggio del presidente Richard Nixon sul significato del programma Apollo.

#### Ultime attività scientifiche in orbita lunare

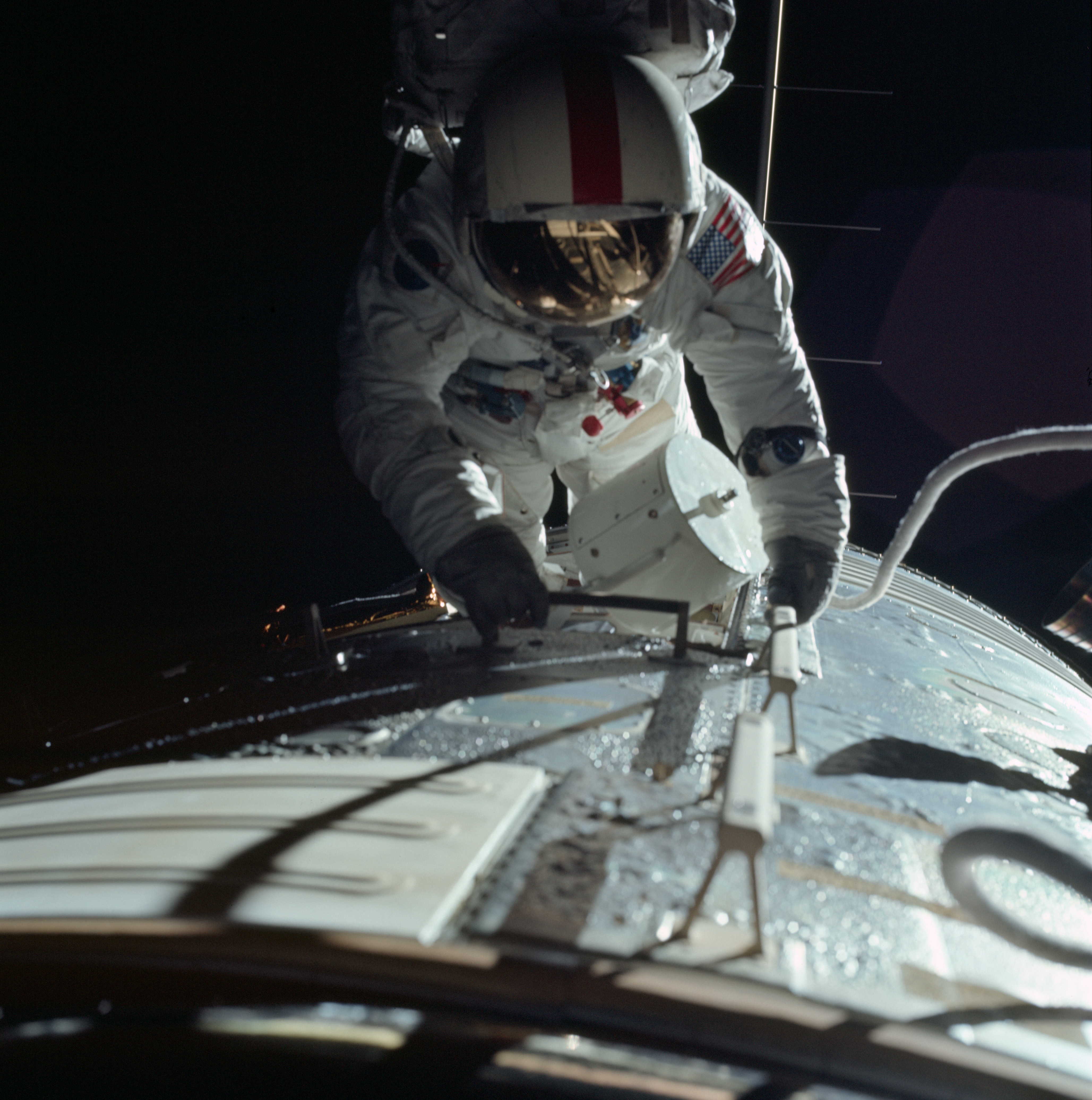
Evans durante la sua attività extraveicolare nel viaggio di ritorno

Come nel caso delle precedenti missioni Apollo, la polvere lunare accumulatasi sulle tute spaziali durante le passeggiate invase il modulo lunare, causando non pochi problemi agli astronauti, tra cui l'irritazione del naso e degli occhi. Pertanto, il primo compito dell'equipaggio dopo l'attracco fu l'utilizzo di un aspiratore per rimuovere la maggior parte della polvere. Fatto ciò, trasferì i guanti e i caschi da utilizzare durante l'uscita extraveicolare di Evans nel modulo di comando, così come le scatole contenenti le rocce lunari raccolte. Per fare spazio nel modulo di controllo, ormai ben pieno, varie attrezzature e rifiuti vennero stivati nel modulo lunare. Dopo aver indossato la tuta spaziale ed effettuato un controllo delle perdite, gli astronauti chiusero i due portelli che collegavano il LEM e il CSM, quindi il modulo lunare fu abbandonato facendolo allontanare a bassa velocità. Mezz'ora più tardi i suoi motori RCS vennero azionati in modo da portarlo in una rotta che lo fece schiantare sulla Luna e, precisamente, sul Massiccio Sud della valle Taurus-Littrow. Le onde sismiche generate dall'impatto furono registrate anche dai sismografi installati vicino ai punti d'allunaggio delle quattro missioni Apollo precedenti, fornendo ulteriori informazioni sulla natura del sottosuolo della valle. I 2 260 kg del modulo lunare caddero a una velocità di 1,67 km/s, schiantandosi come previsto poche ore dopo sul lato della montagna a 8,7 km a sud-ovest del sito di atterraggio, rilasciando una quantità di energia leggermente inferiore a 3/4 di tonnellata di tritolo.
Il veicolo spaziale continuò a orbitare attorno alla Luna per 40 ore per prolungare il tempo di osservazione delle telecamere e degli altri strumenti installati nel modulo di servizio. Schmitt e Cernan approfittarono di questo tempo per continuare con la pulizia. Il resto della permanenza in orbita lunare venne trascorso principalmente eseguendo osservazioni visive della superficie della Luna. La squadra di terra fece esplodere, a due ore di distanza, le prime due cariche esplosive depositate sul suolo lunare da Cernan e Schmitt; il sismometro fornì le misurazioni previste. Durante i tre giorni seguenti, la squadra di terra farà esplodere le altre sei cariche in sequenza. Dopo un'ultima notte di riposo, l'equipaggio si preparò a lasciare l'orbita lunare. Mentre il modulo di comando e servizio si trovava sul lato nascosto della Luna, venne acceso il motore principale (SPS), ponendo così la navetta in una traiettoria verso la Terra di una precisione tale che il centro di controllo missione valutò che la correzione della velocità da effettuare a metà strada dovesse essere di solo 10 cm/s.

#### Rientro sulla Terra

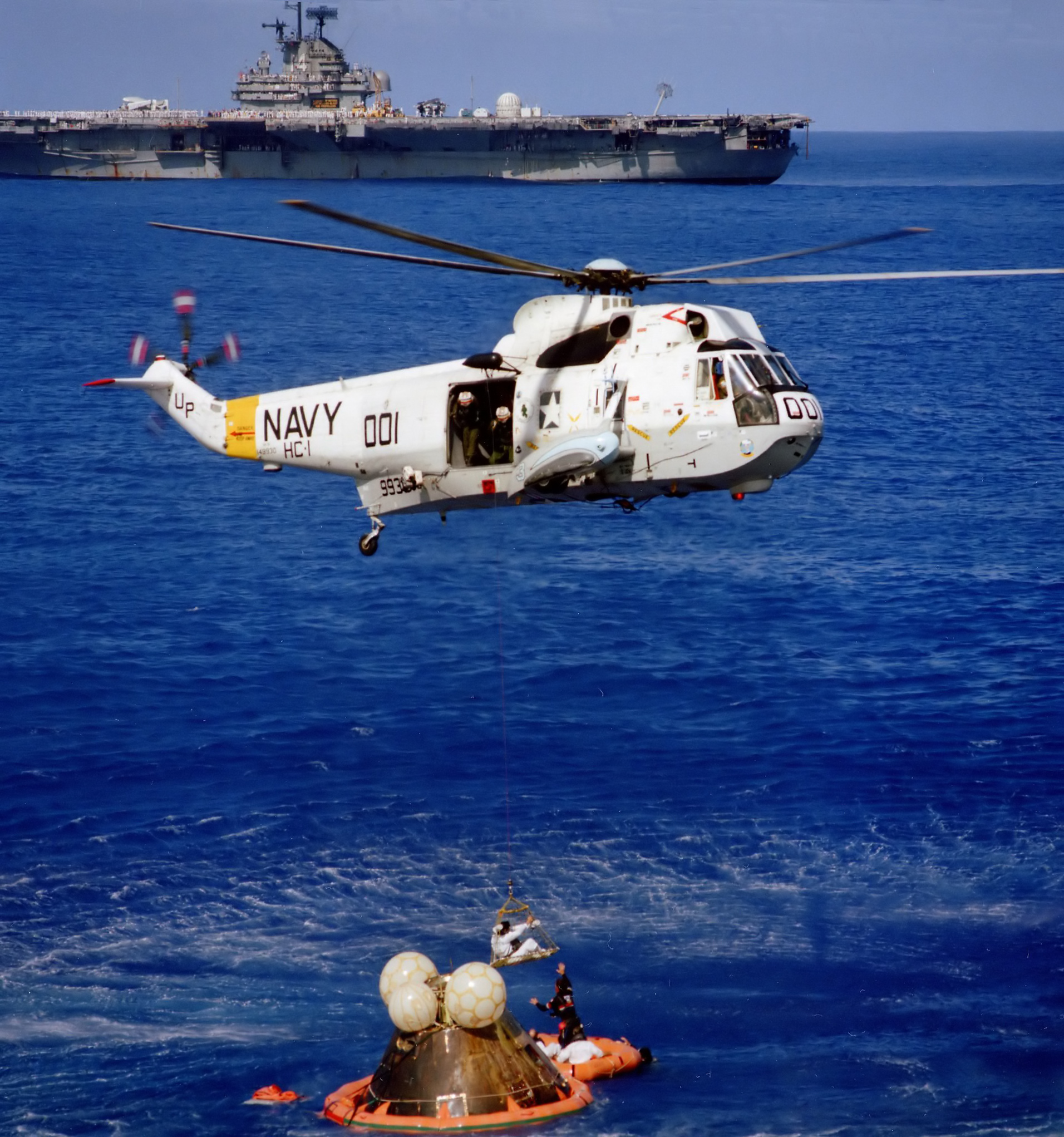
Il recupero dell'equipaggio dell'Apollo 17

Durante il ritorno sulla Terra, il 17 dicembre, Evans eseguì un'attività extraveicolare di 65 minuti per recuperare le pellicole fotografiche dagli appositi contenitori del modulo di servizio a circa 296 000 chilometri dalla Terra; fu la terza attività extraveicolare nello "spazio profondo" della storia, eseguita a grande distanza da qualsiasi corpo planetario. Il 19 dicembre, l'equipaggio espulse il modulo di servizio preparando così il modulo di comando per il ritorno sulla Terra. Apollo 17 eseguì il rientro e ammarò in sicurezza nell'oceano Pacifico alle 14:25, a 6,4 chilometri dalla nave di recupero, la USS Ticonderoga. Cernan, Evans e Schmitt furono poi recuperati da un elicottero e quindi portati sulla nave 52 minuti dopo l'ammaraggio.

## Risultati scientifici

### Geologia della valle Taurus-Littrow
Alla missione Apollo 17 erano affidati, essenzialmente, due principali obiettivi geologici: da un lato vi era la richiesta di riportare sulla Terra le antiche rocce prelevate dagli altipiani lunari e, dall'altro lato, di cercare e studiare le tracce della recente attività vulcanica. Per raggiungere questi traguardi, l'equipaggio della missione raccolse 741 rocce e campioni di terreno lunare (per un totale di 111 kg) durante le tre attività extraveicolari, incluso un campione di prelevato da un carotaggio alla profondità di 3 metri.

#### Gli altopiani
Le antiche rocce raccolte da Cernan e Schmitt a nord e sud del sito di atterraggio ai piedi dei massicci sono essenzialmente brecce formate da rocce espulse durante gli impatti dei meteoriti che hanno creato i mari: le brecce sono costituite da un agglomerato di frammenti di rocce cementati dal calore generato dall'impatto. Contrariamente alle ipotesi formulate prima della missione, gli altopiani non sono quindi costituiti da materiali intatti dalla crosta primitiva. Oggi si ritiene che tutti gli altopiani della Luna siano coperti da brecce. Alcune di queste rocce hanno subito una fusione durante l'impatto che ha creato il Mare della Serenità permettendo di datare questo evento a 3,89 miliardi di anni fa. Le brecce raccolte contengono campioni di norite, troctolite e dunite, formatisi tra i 4,2 e i 4,5 miliardi di anni fa nella parte inferiore della crosta lunare e da cui vennero sollevati dall'impatto. Per fare un confronto, l'inizio della formazione del sistema solare risale a 4,56 miliardi di anni fa.

#### Il processo di formazione della valle Taurus-Littrow
La maggior parte delle rocce raccolte sulla superficie della valle Taurus-Littrow, provenienti dal sottosuolo roccioso (sotto lo strato di regolite), sono basalti. Questi si sciolsero a una profondità compresa tra 130 e 220 km e poi si salirono verso la superficie della Luna prima di solidificarsi. La valle è un graben che si formò dopo la creazione del Mare della Serenità e quindi si riempì del basalto sollevato dalle profondità tra i 3,7 e i 3,8 miliardi di anni fa secondo lo stesso meccanismo che si ebbe quando si riempirono i mari lunari. Le misure di gravità effettuate con il gravimetro portatile, nonché i dati raccolti dal sismometro attivo, indicano che il basamento della valle Taurus-Littrow è costituito da uno strato di basalto il cui spessore è compreso tra gli 1 e gli 1,4 km. Con poche eccezioni, il basalto della valle, similmente a quello raccolto dall'equipaggio dell'Apollo 11, contiene proporzioni particolarmente abbondanti di titanio, mentre le analisi effettuate dagli strumenti del satellite Clementine sembrano indicare un contenuto molto più basso di questo metallo nel vicino Mare della Serenità.
I mari lunari, come il fondovalle, sono il risultato di una eruzione effusiva che produce lava fluida; tuttavia alcuni geologi, considerando le foto di alcuni crateri come Shorty scattate dall'orbita, avevano ipotizzato, prima della missione, che i mari potrebbero aver subito alcuni episodi di una eruzione esplosiva. Ma l'analisi del materiale arancione trovato vicino al cratere Shorty dall'equipaggio dell'Apollo 17 ha dimostrato che questo si era formato 3,64 miliardi di anni fa a una profondità di circa 400 km e che quindi non può essere il risultato di un evento vulcanico recente, ma è un cratere creatosi a seguito di un impatto ordinario.

#### La formazione del cratere Tycho
Alcuni campioni di roccia raccolti dall'equipaggio dell'Apollo 17 hanno mostrato segni di uno shock violento accaduto 100 milioni di anni fa, che sembra coincidere con l'impatto che ha dato origine al cratere Tycho, situato a circa 2 000 chilometri dal sito di allunaggio. È noto che questo evento ha espulso materiali su tutta la superficie visibile della Luna e che le rocce raccolte potrebbero contribuire a formulare una datazione più precisa di questo evento.

### Mappatura della superficie su larga scala e fotografie

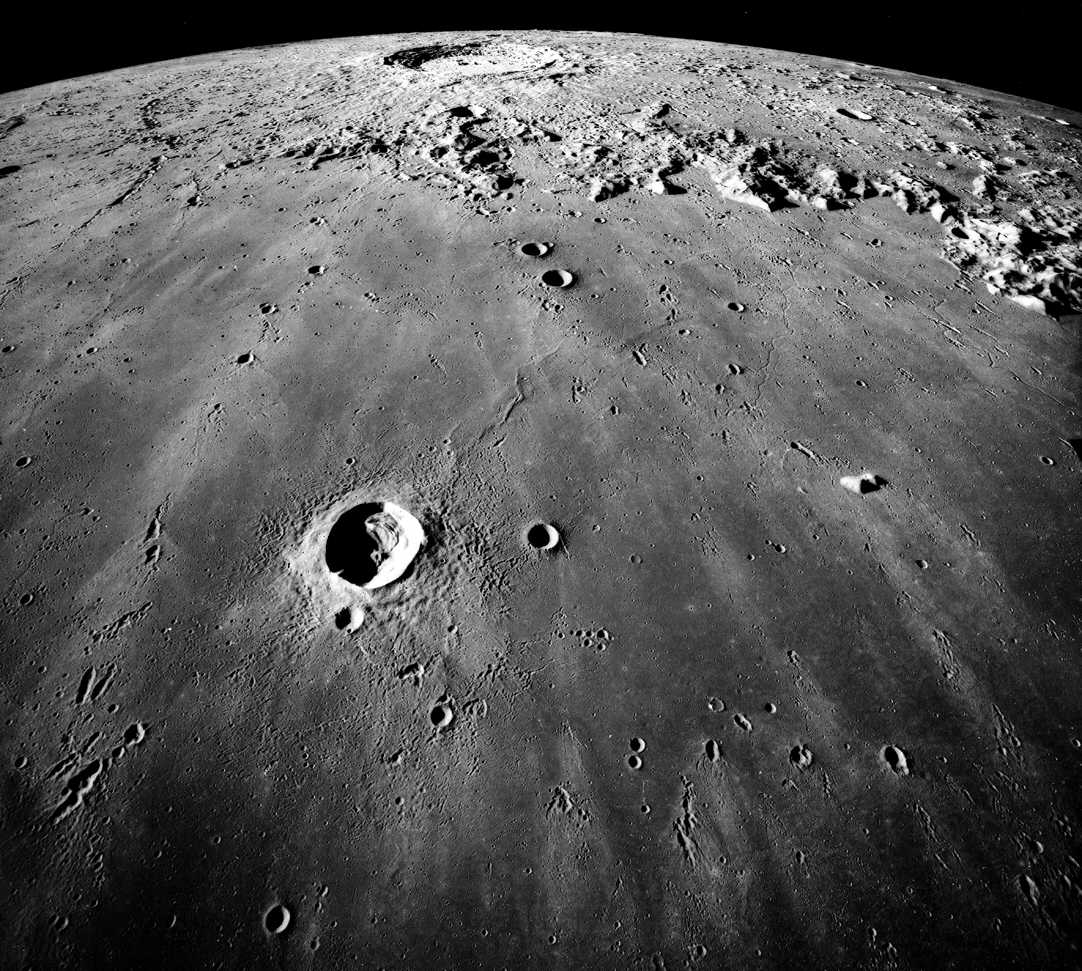
Fotografia del Mare Imbrium ottenuta durante la missione, al centro il cratere Copernico

Durante la missione, la telecamera panoramica installata nel vano apparecchiature del modulo di servizio scattò ben 1 580 fotografie della superficie lunare a un'altitudine media di 110 km. Queste coprirono tutta l'area illuminata direttamente sopra l'orbita della navicella spaziale Apollo, la cui inclinazione orbitale va da 20° a 23°. Con ogni fotografia venne coperta un'area di 21×330 km utilizzando una pellicola fotografica di 11×114,8 cm. Le immagini stereo in grado di mettere in evidenza i rilievi furono ottenute inclinando periodicamente e automaticamente l'asse ottico di 12,5°. La macchina fotografica usata per mappare la Luna scattò 2 350 foto della superficie lunare e ognuna coprì un'area di 150×150 km.

### Esperimento sulle proprietà elettriche di superficie
L'Apollo 17 fu l'unica missione lunare a condurre l'esperimento sulle proprietà elettriche di superficie (SEP). Lo strumento si componeva di due componenti principali: un'antenna trasmittente posizionata vicino al modulo lunare e un'antenna ricevente posta sul rover. Durante le diverse soste effettuate nelle escursioni, il dispositivo di trasmissione emetteva dei segnali elettrici che, viaggiando attraverso il terreno, venivano ricevuti dalla ricevente sul rover. Le proprietà elettriche del suolo potevano pertanto essere determinate confrontando i segnali elettrici trasmessi e ricevuti. I risultati di questo esperimento, che furono coerenti con la composizione delle rocce lunari, mostrarono che i primi 2 km di profondità dalla superficie sono estremamente asciutti.

### Campo gravitazionale lunare

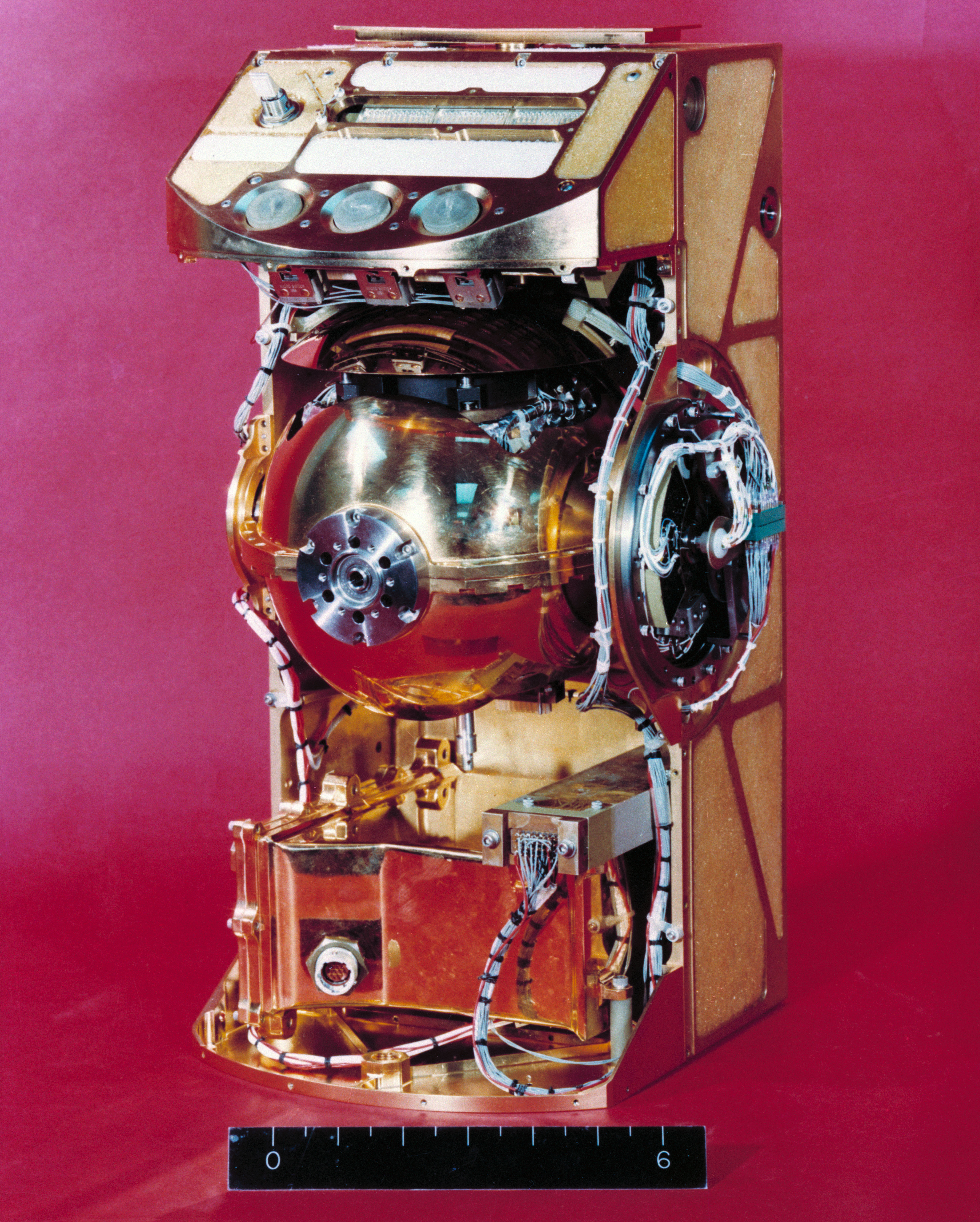
Gravimetro portatile di Apollo 17

Apollo 17 fu l'unica missione dotata del Traverse Gravimeter Experiment (TGE), realizzato dal Draper Laboratory presso il Massachusetts Institute of Technology. L'obiettivo dell'esperimento era determinare la fattibilità dell'uso del gravimetro, che si era dimostrato utile nelle indagini geologiche sulla Terra, per acquisire informazioni sulla struttura interna lunare. Il gravimetro fu utilizzato per acquisire misure di gravità relativa nelle immediate vicinanze del sito di allunaggio e nelle varie tappe effettuate durante le escursioni. Gli scienziati contavano di utilizzare questi dati per determinare la sottostruttura geologica del sito di atterraggio e della zona circostante. Il TGE era montato sul rover lunare; le misure vennero effettuate dagli astronauti durante le soste, dal veicolo stesso o ponendolo a terra. Vennero prese un totale di ventisei misurazioni durante le tre attività extraveicolari della missione.
Le variazioni osservate, che raggiunsero un massimo di 25 mg, vennero interpretate come una dimostrazione della presenza di uno strato più denso di basalto dello spessore di 1 km, posizionato immediatamente sotto lo strato superficiale e che si interromperebbe verticalmente a seguito della presenza delle pendenze nord e sud. Le otto cariche esplosive dispiegate a una distanza compresa tra 100 e 2 700 metri dal modulo lunare, generarono onde sismiche misurate dal sismometro facente parte dell'ALSEP. La misurazione della velocità di propagazione di queste onde ha confermato la presenza di uno strato di basalto situato sotto il fondovalle con uno spessore di 1,2 km. Su una scala più ampia, le misurazioni effettuate sulle onde radio emesse in banda S dal veicolo spaziale Apollo durante la sua permanenza in orbita lunare, hanno permesso di determinare le variazioni di velocità dovute alle variazioni nel campo gravitazionale, in particolare sopra il Mare della Serenità.

### L'atmosfera lunare
La Luna è circondata da un'atmosfera estremamente rarefatta; durante la missione Apollo 17 venne studiata grazie all'utilizzo di alcune strumentazioni scientifiche:
- gli elementi più abbondanti rilevati nell'atmosfera lunare dallo strumento LACE posizionato sulla superficie della Luna sono stati l'argon-40 e l'elio-4. La concentrazione di argon, generata dal decadimento del potassio-40 all'interno della Luna, diminuisce durante la notte al punto da diventare non rilevabile poiché questo gas si congela e viene assorbito dal materiale che costituisce il suolo. Poco prima dell'alba, sulla superficie della Luna, si osserva un aumento della sua concentrazione che può raggiungere i 3×104 atomi per cm³ nella zona crepuscolare. La sua concentrazione fluttua anche secondo una periodicità di 6-7 mesi, il che suggerisce che questo gas proviene da una fonte che potrebbe essere il nucleo semi-fuso le cui dimensioni sono stimate in 750 km di diametro. L'elio, che non si congela, ha una concentrazione che raggiunge i 3×104 atomi per cm³. Giunge sulla Luna principalmente trasportato dal vento solare ma il 10% proverrebbe dall'interno. Nell'atmosfera lunare vi sono, seppur in quantità minima, tracce di argon-36 (2×103), metano, ammoniaca e anidride carbonica (103 atomi per cm³ per ciascuno di questi elementi);[100]
- l'ecoscandaglio a raggi ultravioletti installato nell'alloggiamento scientifico del modulo di comando fu lo strumento responsabile del rilevamento dei componenti dell'atmosfera lunare dall'orbita. Nessun componente poté essere rilevato da questo strumento: in particolare il numero di atomi di idrogeno è inferiore a 10 atomi/cm³, ovvero il limite di sensibilità del dispositivo;[101]
- i raggi cosmici emessi dal Sole e catturati dal rivelatore installato sulla faccia esposta del modulo lunare mostrano che la distribuzione di energia delle particelle, durante il periodo della missione Apollo 17 in cui vi fu un'assenza di attività solare, è identica a quella misurata durante la missione Apollo 16 che, diversamente, coincideva con una eruzione solare. Inoltre, il secondo rivelatore, sebbene fosse collocato all'ombra, venne colpito da raggi cosmici di origine solare che sembrarono indicare che il campo magnetico interplanetario ha la capacità di riflettere questo tipo di radiazione;[102]
- l'esperimento di misurazione dei micrometeoriti effettuato tramite LEAM e facente parte del pacchetto ALSEP, fornì risultati disturbati, a causa di un errore di progettazione, dal trasporto di polvere sulla superficie della Luna.[103] Anche attraverso il gravimetro LSG non si poterono ottenere informazioni utilizzabili.[104]

### Il sottosuolo lunare
La misurazione del flusso di calore da parte delle sonde dell'esperimento HFE rilevò una temperatura superficiale media sul sito di allunaggio, misurata su 4 anni, di 216 K (−57 °C). Il valore del flusso di calore (16 mW/m2) e le letture della temperatura a diverse profondità hanno consentito di dedurre la presenza di uno strato di regolite di spessore compreso tra i 2 e i 3 cm, non molto denso (da 1,1 a 1,2 g/cm³) che supera uno strato più denso (da 1,75 a 2,1 g/cm³). I dati forniti dallo strumento erano correlati a quelli di uno strumento identico installato dall'equipaggio dell'Apollo 15 e hanno consentito di estrapolare con buona affidabilità la temperatura interna e la quantità di isotopi radioattivi presenti nella Luna.
Per quanto riguarda la sonda di neutroni lunari responsabile della determinazione del volume di neutroni termici (energia < 1 eV) catturati dalla regolite lunare, i dati ottenuti hanno confermato i risultati teorici che prevedevano che la penetrazione sia in funzione della profondità. Questo risultato non è in accordo con le analisi effettuate in laboratorio sui campioni di terreno pertanto questo esperimento non ha consentito di risolvere la contraddizione.

### Esperimento biologico sui raggi cosmici
Tra gli esperimenti previsti ve ne era uno sugli effetti biologici dei raggi cosmici (BIOCORE). Per effettuarlo, la navetta trasportava cinque esemplari di Perognathus longimembris (dei topolini) in un contenitore sigillato. Durante la permanenza nello spazio, dei dispositivi di monitoraggio impiantati al di sotto della pelle della testa avrebbero rilevato i percorsi dei raggi cosmici più energetici (HZE), con numero atomico maggiore o uguale a 6, nel cervello dei cinque roditori, per poter stabilire una correlazione con le eventuali lesioni che fossero state riscontrate una volta riportati sulla Terra. La specie fu scelta per l'esperimento in quanto ben conosciuta, piccola, e facile da mantenere in isolamento (le cavie non avrebbero richiesto acqua potabile per tutta la durata del volo) e per la loro capacità di resistere agli stress ambientali. Quattro dei cinque topi sopravvissero alla missione; la causa della morte del quinto non fu determinata. Ufficialmente, agli animali - quattro maschi e una femmina - erano stati assegnati i numeri di identificazione A3326, A3400, A3305, A3356 e A3352. Ufficiosamente, secondo Cernan, l'equipaggio dell'Apollo 17 li aveva soprannominati Fe, Fi, Fo, Fum e Phooey. L'esperimento permise di riscontrare lesioni della cute sulla testa, che furono identificate come conseguenza dei raggi cosmici. Tuttavia, non furono dimostrati effetti significativi sul cervello, né sulle retine.

### Studio del fenomeno dei lampi di luce
Durante le missioni lunari Apollo, gli equipaggi riportarono di aver osservato, nei periodi in cui il veicolo spaziale veniva oscurato per le fasi di sonno, dei lampi di luce attraverso le palpebre chiuse, descritti come "strisce" o "macchie" di luce. Avevano una frequenza media di circa due al minuto e vennero osservati dagli equipaggi in orbita terrestre, in quella lunare e nelle fasi di viaggio, ma non sulla superficie lunare.
L'equipaggio dell'Apollo 17, come precedentemente quello dell'Apollo 16, condusse in proposito un esperimento con l'obiettivo di stabilire una correlazione tra questo fenomeno e i raggi cosmici. A tale scopo, un astronauta indossava un dispositivo che registrava il tempo, la forza e il percorso delle particelle atomiche ad alta energia che penetravano nel dispositivo. Le prove supportarono l'ipotesi che questi lampi si verificassero quando le particelle cariche attraversavano la retina nell'occhio.

## Cimeli

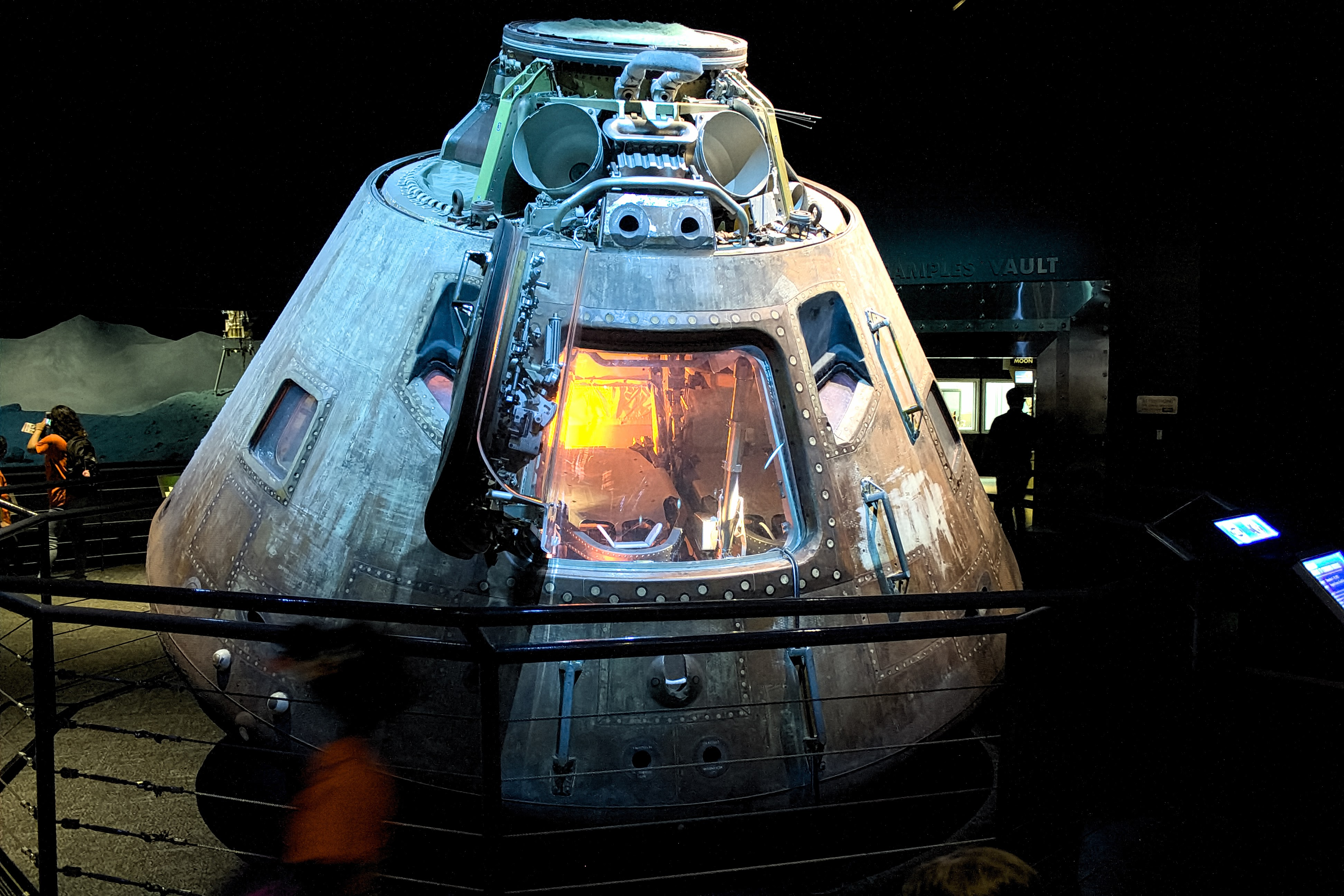
Il modulo di comando dell'Apollo 17 esposto a Houston

Il modulo di comando America è attualmente in mostra al Lyndon B. Johnson Space Center della NASA, a Houston (Texas).
Come già accaduto dopo la missione dell'Apollo 11, nel 1973 l'amministrazione Nixon donò 135 campioni di rocce lunari ad altrettanti paesi in segno di amicizia. Il frammento di roccia lunare proveniente dalla valle Taurus-Littrow, raccolto dal comandante Eugene Cernan e donato all'Italia, è esposto nel Museo nazionale della scienza e della tecnologia Leonardo da Vinci di Milano. Un secondo campione, donato alla Repubblica di San Marino è stato esposto dal 2017 al Museo di Stato di San Marino. Il campione donato alla Città del Vaticano è esposto alla Specola Vaticana, a Castel Gandolfo, mentre il campione donato alla Svizzera a Lucerna, al Museo svizzero dei trasporti.